# Prima Divisione 1922-1923
La Prima Divisione 1922-1923 è stata la 23ª edizione della massima serie del campionato italiano di calcio, disputata tra l'8 ottobre 1922 e il 15 luglio 1923 e conclusa con la vittoria del Genoa, al suo ottavo titolo.

## Stagione

### Novità

#### La riunificazione del campionato
Dopo la tribolata stagione 1921-1922, caratterizzata in Italia dalla disputa di due diversi e concorrenti campionati di calcio a causa della lite fra grandi e piccole società relativamente al numero di partecipanti al torneo, il Compromesso Colombo, emanato il 22 giugno 1922, aveva sanato lo scisma e dettato le linee fondamentali dell'organizzazione di quello che era divenuto oramai lo sport nazionale italiano.
Secondo il dettato del compromesso, la nuova stagione fu organizzata sulla base di 36 squadre, individuate dallo stesso lodo arbitrale, suddivise in tre gironi di livello nazionale gestiti dalla Lega Nord, mentre nel Meridione continuarono a disputarsi i tradizionali campionati regionali, ora coordinati dalla Lega Sud. La struttura era però transitoria, perché le squadre del torneo settentrionale dovevano scendere a 24, secondo il modello del Progetto Pozzo, fin dalla stagione successiva, per cui si stabilì la retrocessione di ben quattro società per ciascun girone, oltre al blocco una tantum delle promozioni dalla Seconda Divisione. A causa del numero elevato di partecipanti, la FIGC aveva dovuto organizzare un torneo di qualificazione al fine di ridurli a tre gironi composti di 12 squadre ciascuno, ricordando che dopo la fusione di U.S. Livorno e Pro Livorno si era liberato un posto in Prima Divisione, e si rese necessario riorganizzarlo, con i turni che passarono da tre a cinque.

### Formula
Tre gironi interregionali da 12 squadre ciascuno, di cui la prima classificata accede alle finali, mentre le ultime quattro vengono retrocesse. Le tre finaliste si sfidano in triangolare in andata e ritorno, e la vincitrice ratifica il titolo in una finalissima con partita e contropartita.
Il campionato meridionale fu organizzato con qualificazioni gestite dai Comitati Regionali Laziale, Campano, Pugliese e Siciliano. Alla fase nazionale accedevano i campioni regionali, le seconde classificate dei gironi laziale, campano e pugliese, più l'Anconitana, unica iscritta del girone Marchigiano. Le semifinali della Lega Sud erano dunque strutturate su due gironi composti da quattro squadre, le cui vincitrici disputarono la finale per il titolo meridionale.

### Avvenimenti

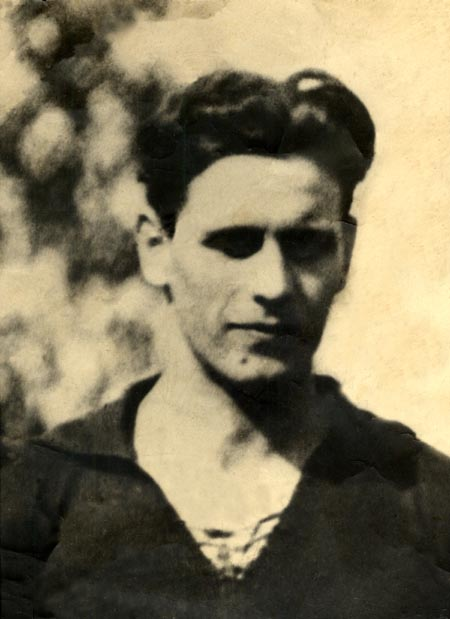
Ottavio Barbieri

Finalmente riunificato, il campionato aveva nelle due finaliste della precedente stagione confederale le favorite al titolo anche per questo torneo. In particolare il Genoa si era rinforzato con l'arrivo del terzino Delfo Bellini dalla Sampierdarenese, che si andava ad aggiungere al ritorno di Aristodemo Santamaria il quale aveva appena condotto al successo la Novese, e sempre dal club piemontese Ettore Neri.
I grifoni disputarono uno splendido campionato e raggiunsero la finale da imbattuti: solo un caparbio Legnano, secondo classificato nel girone B, uscì indenne da entrambi i confronti coi rossoblu. Nello stesso raggruppamento, Milan e Juventus furono sopravanzate dal Bologna, battuto in casa dopo lungo tempo solo dai liguri e capace di segnare all'Udinese quattordici gol.
Dal canto loro, i campioni in carica della Pro Vercelli, partiti sottotono, rimontarono nel girone di ritorno gestendo abbastanza agilmente nel finale gli attacchi di un rigenerato Torino e della sorprendente Sampierdarenese. Quest'ultima partì di slancio, concludendo il girone di andata in vetta con 19 punti, staccando di tre lunghezze il Torino, di quattro il Pisa (che tuttavia aveva una partita in meno) e di cinque la Pro Vercelli.
Tuttavia i genovesi calarono nettamente nel girone di ritorno, facendosi sorpassare dai bianchi leoni e dai granata. Alla diciottesima giornata la Pro Vercelli superò la Sampierdarenese nello scontro diretto volando in vetta solitaria con due punti di vantaggio su Torino e Sampierdarenese. La settimana successiva i liguri persero anche lo scontro diretto contro i granata abbandonando ogni velleità di primato. Nelle ultime giornate la Pro Vercelli non ebbe particolari difficoltà nel mantenere la vetta e vinse il girone staccando di quattro punti i granata e di ben otto lunghezze i sampierdarenesi.
Nel terzo raggruppamento, oggettivamente di minor tasso tecnico, si mise in mostra la vera sorpresa del campionato, il Padova, che impegnò in un concitato testa a testa i ben più quotati piemontesi dell'Alessandria, riuscendo infine a sopravanzarli nello spareggio di Milano. Subito dietro alle due contendenti si piazzò il Livorno, che tre anni prima si era aggiudicato il campionato dell'Italia centro-meridionale. Deludente, invece, fu il comportamento dei campioni federali uscenti della Novese: seppur indubbiamente indeboliti dalla partenza di alcuni uomini-chiave che l'avevano portata al titolo, il basso profilo della loro annata fu la riprova della mediocrità del torneo federale della precedente stagione, e della sensatezza della riunificazione.
Sensatezza che fu confermata anche dalle retrocessioni: soltanto cinque delle formazioni provenienti dal precedente torneo della FIGC riuscirono a salvarsi (Sampierdarenese, Virtus Bologna, Cremonese, SPAL e Novese), contro le diciannove della disciolta CCI. Rocambolesco fu, in particolare, il cammino dello Spezia: ripescato inizialmente per la fusione delle due società livornesi, che aveva liberato un posto nella massima serie, subì una squalifica del campo per un anno, in seguito ai gravissimi incidenti che costellarono la gara al Picco contro gli acerrimi rivali genoani, con ripetuti tentativi di aggressione all'arbitro, sia allo stadio che, successivamente, alla stazione.
Le numerose gare in campo neutro influirono negativamente sulle prestazioni degli aquilotti, che furono costretti allo spareggio-salvezza contro il Derthona: una prima gara si concluse con un nulla di fatto dopo ben 3 ore e 17 minuti di gioco, sospesa infine per oscurità; la ripetizione, vinta dagli spezzini di misura, sancì la retrocessione dei tortonesi. Anche il Brescia si salvò in maniera rocambolesca: precipitato all'ultimo posto in classifica a causa della posizione irregolare dei giocatori Ros e Lunghi che gli erano costate quattro sconfitte a tavolino, riuscì a evitare la retrocessione nel finale grazie alla decisione della FIGC, presa alla vigilia dell'ultima giornata, di annullare le sconfitte a tavolino e di far ripetere le partite incriminate.
Il perfetto meccanismo genoano non conobbe intoppi neanche nelle finali. Il primo appuntamento clou si svolse a Vercelli, dove i campioni in carica vennero raggiunti dai rossoblu nel secondo tempo con un gol di Catto su cross di Santamaria. Nella seconda giornata il Genoa sconfisse abbastanza agevolmente il Padova, salendo a quota tre punti. Ma la grande sorpresa, e la fortuna per i Grifoni, si manifestò allorché, tra lo stupore generale, l'arrembante Padova batté nettamente i vercellesi. Poiché la settimana precedente gli euganei avevano perso a Marassi la partita con il Genoa, la strada per i liguri parve spianata.
Fu a questo punto che la gara di Marassi del 24 giugno tra grifoni e bianchi Leoni assunse de facto il ruolo di ultima spiaggia per i vercellesi. In uno stadio gremito da più di diecimila spettatori, una rete di Sardi portò il Genoa alla vittoria della partita ed escluse la principale rivale, la Pro Vercelli, dalla lotta per il titolo. Rimaneva teoricamente ancora in corsa il Padova, che tuttavia perse le rimanenti due partite, prima contro il Genoa e poi contro la Pro Vercelli, chiudendo terzo. Per la consueta passerella conclusiva l'avversaria fu la Lazio, dove militava un giovane Fulvio Bernardini. Prima della gara di ritorno, disputata al Flaminio, i genoani ebbero addirittura l'onore di essere ricevuti dal Papa e da Mussolini. I rossoblù non ebbero problemi a battere i biancocelesti in entrambe le partite (4-1 a Genova e 2-0 a Roma), riuscendo così nell'impresa di vincere il loro ottavo titolo finendo imbattuti in tutte le ventotto gare disputate.

## Lega Nord

### Girone A

#### Squadre partecipanti
| Club            | Stagione | Città                  | Stadio                        | Stagione precedente                           |
| --------------- | -------- | ---------------------- | ----------------------------- | --------------------------------------------- |
| Casale          | dettagli | Casale Monferrato (AL) | Stadio Natale Palli           | 6º nel girone B della 1ª Divisione CCI        |
| Inter           | dettagli | Milano (MI)            | Campo di via Goldoni          | 12º nel girone B della 1ª Divisione CCI       |
| Mantova         | dettagli | Mantova (MN)           | Campo dell'Ippodromo Te       | 4º nel girone A della 1ª Divisione CCI        |
| Petrarca        | dettagli | Padova (PD)            | Stadio Tre Pini               | Campione Veneto e 2º in semifinale A FIGC     |
| Pisa            | dettagli | Pisa (PI)              | Stadio Arena Garibaldi        | 3º nel girone B della 1ª Divisione CCI        |
| Pro Vercelli    | dettagli | Vercelli (NO)          | Campo piazza Conte di Torino  | Campione d'Italia C.C.I.                      |
| Sampierdarenese | dettagli | San Pier d'Arena (GE)  | Stadio di Villa Scassi        | Campione Ligure, perde la finale FIGC         |
| Speranza        | dettagli | Savona (GE)            | Campo Valletta di San Michele | 2° in 1ª Categoria Ligure FIGC                |
| Torino          | dettagli | Torino (TO)            | Campo Stradale Stupinigi      | 6º nel girone B della 1ª Divisione CCI        |
| US Torinese     | dettagli | Torino (TO)            | Campo Stradale Stupinigi      | 2ª nel girone piemontese di 1ª Categoria FIGC |
| Verona          | dettagli | Verona (VR)            | Campo di Borgo Venezia        | 6º nel girone A della 1ª Divisione CCI        |
| Virtus Bologna  | dettagli | Bologna (BO)           | Campo di via Valeriani        | 2ª in finale 1ª Categoria Emiliana FIGC       |

#### Classifica finale
|  | Pos. | Squadra         | Pt | G  | V  | N | P  | GF | GS | DR  |
|  | ---- | --------------- | -- | -- | -- | - | -- | -- | -- | --- |
|  | 1.   | Pro Vercelli    | 36 | 22 | 17 | 2 | 3  | 44 | 15 | +29 |
|  | 2.   | Torino          | 32 | 22 | 14 | 4 | 4  | 59 | 12 | +47 |
|  | 3.   | Sampierdarenese | 28 | 22 | 12 | 4 | 6  | 37 | 22 | +15 |
|  | 4.   | Pisa            | 25 | 22 | 11 | 3 | 8  | 43 | 33 | +10 |
|  | 5.   | Verona          | 24 | 22 | 9  | 6 | 7  | 29 | 26 | +3  |
|  | 6.   | Casale          | 23 | 22 | 7  | 9 | 6  | 23 | 18 | +5  |
|  | 7.   | Inter           | 21 | 22 | 8  | 5 | 9  | 32 | 37 | -5  |
|  | 8.   | Virtus Bologna  | 21 | 22 | 8  | 5 | 9  | 16 | 23 | -7  |
|  | 9.   | Mantova         | 18 | 22 | 6  | 6 | 10 | 18 | 27 | -9  |
|  | 10.  | US Torinese     | 16 | 22 | 6  | 4 | 12 | 23 | 36 | -13 |
|  | 11.  | Petrarca (-1)   | 14 | 22 | 6  | 3 | 13 | 20 | 49 | -29 |
|  | 12.  | Speranza        | 5  | 22 | 0  | 5 | 17 | 10 | 56 | -46 |

Legenda:
      Ammesso alle finali di Lega Nord.
      Retrocesso in Seconda Divisione 1923-1924.
Regolamento:
Due punti a vittoria, uno a pareggio, zero a sconfitta.
Note:
Il Petrarca ha scontato 1 punto di penalizzazione.

#### Risultati

##### Calendario
| andata (1ª) | andata (1ª) | Prima giornata         | ritorno (12ª) | ritorno (12ª) |
|             |             |                        |               |               |
| 8 ott.      | 1-1         | Inter-Casale           | 0-1           | 4 feb.        |
| 13 mag.     | 2-0         | Pisa-Petrarca          | 1-2           | 4 feb.        |
| 8 ott.      | 1-3         | Speranza-Verona        | 1-3           | 4 feb.        |
| 8 ott.      | 2-0         | Torino-Pro Vercelli    | 1-2           | 4 feb.        |
| 8 ott.      | 1-1         | Mantova-Torinese       | 1-0           | 4 feb.        |
| 8 ott.      | 1-1         | Virtus-Sampierdarenese | 1-3           | 4 feb.        |

| andata (2ª) | andata (2ª) | Seconda giornata        | ritorno (13ª) | ritorno (13ª) |
|             |             |                         |               |               |
| 15 ott.     | 4-0         | Inter-Petrarca          | 1-3           | 11 feb.       |
| 15 ott.     | 1-1         | Torinese-Torino         | 0-6           | 11 feb.       |
| 15 ott.     | 1-2         | Verona-Pisa             | 2-0           | 11 feb.       |
| 15 ott.     | 3-0         | Pro Vercelli-Speranza   | 3-0           | 25 feb.       |
| 15 ott.     | 3-1         | Sampierdarenese-Mantova | 0-1           | 11 feb.       |
| 15 ott.     | 2-0         | Casale-Virtus           | 0-1           | 11 feb.       |

| andata (1ª) | andata (1ª) | Prima giornata         | ritorno (12ª) | ritorno (12ª) |
|             |             |                        |               |               |
| 8 ott.      | 1-1         | Inter-Casale           | 0-1           | 4 feb.        |
| 13 mag.     | 2-0         | Pisa-Petrarca          | 1-2           | 4 feb.        |
| 8 ott.      | 1-3         | Speranza-Verona        | 1-3           | 4 feb.        |
| 8 ott.      | 2-0         | Torino-Pro Vercelli    | 1-2           | 4 feb.        |
| 8 ott.      | 1-1         | Mantova-Torinese       | 1-0           | 4 feb.        |
| 8 ott.      | 1-1         | Virtus-Sampierdarenese | 1-3           | 4 feb.        |

| andata (2ª) | andata (2ª) | Seconda giornata        | ritorno (13ª) | ritorno (13ª) |
|             |             |                         |               |               |
| 15 ott.     | 4-0         | Inter-Petrarca          | 1-3           | 11 feb.       |
| 15 ott.     | 1-1         | Torinese-Torino         | 0-6           | 11 feb.       |
| 15 ott.     | 1-2         | Verona-Pisa             | 2-0           | 11 feb.       |
| 15 ott.     | 3-0         | Pro Vercelli-Speranza   | 3-0           | 25 feb.       |
| 15 ott.     | 3-1         | Sampierdarenese-Mantova | 0-1           | 11 feb.       |
| 15 ott.     | 2-0         | Casale-Virtus           | 0-1           | 11 feb.       |

| andata (3ª) | andata (3ª) | Terza giornata           | ritorno (14ª) | ritorno (14ª) |
|             |             |                          |               |               |
| 22 ott.     | 2-1         | Pisa-Pro Vercelli        | 1-3           | 4 mar.        |
| 22 ott.     | 0-2         | Speranza-Torino          | 0-8           | 18 feb.       |
| 22 ott.     | 0-2         | Verona-Inter             | 2-3           | 18 feb.       |
| 22 ott.     | 0-0         | Mantova-Casale           | 0-1           | 18 feb.       |
| 22 ott.     | 0-0         | Virtus-Petrarca          | 2-1           | 18 feb.       |
| 22 ott.     | 2-0         | Sampierdarenese-Torinese | 0-1           | 18 feb.       |

| andata (4ª) | andata (4ª) | Quarta giornata        | ritorno (15ª) | ritorno (15ª) |
|             |             |                        |               |               |
| 5 nov.      | 2-1         | Pisa-Torino            | 1-6           | 11 mar.       |
| 5 nov.      | 1-0         | Pro Vercelli-Inter     | 5-1           | 11 mar.       |
| 5 nov.      | 3-2         | Torinese-Speranza      | 1-1           | 11 mar.       |
| 5 nov.      | 2-0         | Virtus-Verona          | 0-1           | 11 mar.       |
| 5 nov.      | 0-0         | Casale-Sampierdarenese | 0-2           | 11 mar.       |
| 5 nov.      | 1-0         | Petrarca-Mantova       | 0-2           | 11 mar.       |

| andata (3ª) | andata (3ª) | Terza giornata           | ritorno (14ª) | ritorno (14ª) |
|             |             |                          |               |               |
| 22 ott.     | 2-1         | Pisa-Pro Vercelli        | 1-3           | 4 mar.        |
| 22 ott.     | 0-2         | Speranza-Torino          | 0-8           | 18 feb.       |
| 22 ott.     | 0-2         | Verona-Inter             | 2-3           | 18 feb.       |
| 22 ott.     | 0-0         | Mantova-Casale           | 0-1           | 18 feb.       |
| 22 ott.     | 0-0         | Virtus-Petrarca          | 2-1           | 18 feb.       |
| 22 ott.     | 2-0         | Sampierdarenese-Torinese | 0-1           | 18 feb.       |

| andata (4ª) | andata (4ª) | Quarta giornata        | ritorno (15ª) | ritorno (15ª) |
|             |             |                        |               |               |
| 5 nov.      | 2-1         | Pisa-Torino            | 1-6           | 11 mar.       |
| 5 nov.      | 1-0         | Pro Vercelli-Inter     | 5-1           | 11 mar.       |
| 5 nov.      | 3-2         | Torinese-Speranza      | 1-1           | 11 mar.       |
| 5 nov.      | 2-0         | Virtus-Verona          | 0-1           | 11 mar.       |
| 5 nov.      | 0-0         | Casale-Sampierdarenese | 0-2           | 11 mar.       |
| 5 nov.      | 1-0         | Petrarca-Mantova       | 0-2           | 11 mar.       |

| andata (5ª) | andata (5ª) | Quinta giornata          | ritorno (16ª) | ritorno (16ª) |
|             |             |                          |               |               |
| 12 nov.     | 1-1         | Mantova-Verona           | 0-2           | 18 mar.       |
| 12 nov.     | 2-4         | Speranza-Pisa            | 1-7           | 18 mar.       |
| 12 nov.     | 6-0         | Torino-Inter             | 2-2           | 18 mar.       |
| 12 nov.     | 4-1         | Sampierdarenese-Petrarca | 0-0           | 18 mar.       |
| 12 nov.     | 1-1         | Pro Vercelli-Virtus      | 2-0           | 18 mar.       |
| 12 nov.     | 1-0         | Casale-Torinese          | 1-2           | 18 mar.       |

| andata (6ª) | andata (6ª) | Sesta giornata         | ritorno (17ª) | ritorno (17ª) |
|             |             |                        |               |               |
| 19 nov.     | 3-0         | Inter-Speranza         | 0-0           | 13 mag.       |
| 19 nov.     | 1-1         | Verona-Sampierdarenese | 0-2           | 25 mar.       |
| 19 nov.     | 0-2         | Torinese-Pisa          | 0-3           | 25 mar.       |
| 19 nov.     | 0-1         | Virtus-Torino          | 0-3           | 25 mar.       |
| 19 nov.     | 1-2         | Mantova-Pro Vercelli   | 0-1           | 25 mar.       |
| 19 nov.     | 2-2         | Petrarca-Casale        | 0-4           | 25 mar.       |

| andata (5ª) | andata (5ª) | Quinta giornata          | ritorno (16ª) | ritorno (16ª) |
|             |             |                          |               |               |
| 12 nov.     | 1-1         | Mantova-Verona           | 0-2           | 18 mar.       |
| 12 nov.     | 2-4         | Speranza-Pisa            | 1-7           | 18 mar.       |
| 12 nov.     | 6-0         | Torino-Inter             | 2-2           | 18 mar.       |
| 12 nov.     | 4-1         | Sampierdarenese-Petrarca | 0-0           | 18 mar.       |
| 12 nov.     | 1-1         | Pro Vercelli-Virtus      | 2-0           | 18 mar.       |
| 12 nov.     | 1-0         | Casale-Torinese          | 1-2           | 18 mar.       |

| andata (6ª) | andata (6ª) | Sesta giornata         | ritorno (17ª) | ritorno (17ª) |
|             |             |                        |               |               |
| 19 nov.     | 3-0         | Inter-Speranza         | 0-0           | 13 mag.       |
| 19 nov.     | 1-1         | Verona-Sampierdarenese | 0-2           | 25 mar.       |
| 19 nov.     | 0-2         | Torinese-Pisa          | 0-3           | 25 mar.       |
| 19 nov.     | 0-1         | Virtus-Torino          | 0-3           | 25 mar.       |
| 19 nov.     | 1-2         | Mantova-Pro Vercelli   | 0-1           | 25 mar.       |
| 19 nov.     | 2-2         | Petrarca-Casale        | 0-4           | 25 mar.       |

| andata (7ª) | andata (7ª) | Settima giornata             | ritorno (18ª) | ritorno (18ª) |
|             |             |                              |               |               |
| 10 dic.     | 3-0         | Casale-Verona                | 1-1           | 1 apr.        |
| 28 gen.     | 2-0         | Inter-Pisa                   | 2-2           | 1 apr.        |
| 10 dic.     | 3-0         | Torino-Mantova               | 2-0           | 1 apr.        |
| 10 dic.     | 1-0         | Virtus-Speranza              | 0-0           | 1 apr.        |
| 10 dic.     | 3-1         | Petrarca-Torinese            | 1-4           | 1 apr.        |
| 10 dic.     | 3-2         | Sampierdarenese-Pro Vercelli | 0-1           | 1 apr.        |

| andata (8ª) | andata (8ª) | Ottava giornata        | ritorno (19ª) | ritorno (19ª) |
|             |             |                        |               |               |
| 17 dic.     | 1-0         | Pisa-Virtus            | 1-2           | 8 apr.        |
| 17 dic.     | 1-0         | Sampierdarenese-Torino | 0-2           | 8 apr.        |
| 17 dic.     | 3-2         | Torinese-Inter         | 0-1           | 8 apr.        |
| 17 dic.     | 2-1         | Verona-Petrarca        | 3-2           | 8 apr.        |
| 17 dic.     | 1-0         | Mantova-Speranza       | 1-1           | 8 apr.        |
| 17 dic.     | 3-0         | Pro Vercelli-Casale    | 1-0           | 8 apr.        |

| andata (7ª) | andata (7ª) | Settima giornata             | ritorno (18ª) | ritorno (18ª) |
|             |             |                              |               |               |
| 10 dic.     | 3-0         | Casale-Verona                | 1-1           | 1 apr.        |
| 28 gen.     | 2-0         | Inter-Pisa                   | 2-2           | 1 apr.        |
| 10 dic.     | 3-0         | Torino-Mantova               | 2-0           | 1 apr.        |
| 10 dic.     | 1-0         | Virtus-Speranza              | 0-0           | 1 apr.        |
| 10 dic.     | 3-1         | Petrarca-Torinese            | 1-4           | 1 apr.        |
| 10 dic.     | 3-2         | Sampierdarenese-Pro Vercelli | 0-1           | 1 apr.        |

| andata (8ª) | andata (8ª) | Ottava giornata        | ritorno (19ª) | ritorno (19ª) |
|             |             |                        |               |               |
| 17 dic.     | 1-0         | Pisa-Virtus            | 1-2           | 8 apr.        |
| 17 dic.     | 1-0         | Sampierdarenese-Torino | 0-2           | 8 apr.        |
| 17 dic.     | 3-2         | Torinese-Inter         | 0-1           | 8 apr.        |
| 17 dic.     | 2-1         | Verona-Petrarca        | 3-2           | 8 apr.        |
| 17 dic.     | 1-0         | Mantova-Speranza       | 1-1           | 8 apr.        |
| 17 dic.     | 3-0         | Pro Vercelli-Casale    | 1-0           | 8 apr.        |

| andata (9ª) | andata (9ª) | Nona giornata            | ritorno (20ª) | ritorno (20ª) |
|             |             |                          |               |               |
| 7 gen.      | 0-2         | Inter-Virtus             | 1-0           | 22 apr.       |
| 7 gen.      | 4-1         | Pisa-Mantova             | 1-3           | 22 apr.       |
| 7 gen.      | 1-0         | Torino-Casale            | 1-1           | 13 mag.       |
| 7 gen.      | 3-0         | Verona-Torinese          | 1-1           | 13 mag.       |
| 7 gen.      | 0-2         | Speranza-Sampierdarenese | 0-6           | 22 apr.       |
| 7 gen.      | 2-0         | Pro Vercelli-Petrarca    | 6-0           | 22 apr.       |

| andata (10ª) | andata (10ª) | Decima giornata      | ritorno (21ª) | ritorno (21ª) |
|              |              |                      |               |               |
| 14 gen.      | 1-1          | Mantova-Inter        | 3-2           | 29 apr.       |
| 14 gen.      | 0-2          | Petrarca-Torino      | 0-8           | 29 apr.       |
| 14 gen.      | 2-0          | Sampierdarenese-Pisa | 0-5           | 29 apr.       |
| 14 gen.      | 0-0          | Verona-Pro Vercelli  | 1-2           | 29 apr.       |
| 14 gen.      | 1-0          | Virtus-Torinese      | 0-4           | 29 apr.       |
| 14 gen.      | 3-0          | Casale-Speranza      | 0-0           | 29 apr.       |

| andata (9ª) | andata (9ª) | Nona giornata            | ritorno (20ª) | ritorno (20ª) |
|             |             |                          |               |               |
| 7 gen.      | 0-2         | Inter-Virtus             | 1-0           | 22 apr.       |
| 7 gen.      | 4-1         | Pisa-Mantova             | 1-3           | 22 apr.       |
| 7 gen.      | 1-0         | Torino-Casale            | 1-1           | 13 mag.       |
| 7 gen.      | 3-0         | Verona-Torinese          | 1-1           | 13 mag.       |
| 7 gen.      | 0-2         | Speranza-Sampierdarenese | 0-6           | 22 apr.       |
| 7 gen.      | 2-0         | Pro Vercelli-Petrarca    | 6-0           | 22 apr.       |

| andata (10ª) | andata (10ª) | Decima giornata      | ritorno (21ª) | ritorno (21ª) |
|              |              |                      |               |               |
| 14 gen.      | 1-1          | Mantova-Inter        | 3-2           | 29 apr.       |
| 14 gen.      | 0-2          | Petrarca-Torino      | 0-8           | 29 apr.       |
| 14 gen.      | 2-0          | Sampierdarenese-Pisa | 0-5           | 29 apr.       |
| 14 gen.      | 0-0          | Verona-Pro Vercelli  | 1-2           | 29 apr.       |
| 14 gen.      | 1-0          | Virtus-Torinese      | 0-4           | 29 apr.       |
| 14 gen.      | 3-0          | Casale-Speranza      | 0-0           | 29 apr.       |

| \| andata (11ª) \| andata (11ª) \| Undicesima giornata \| ritorno (22ª) \| ritorno (22ª) \| \| \| \| \| \| \| \| 21 gen. \| 2-2 \| Pisa-Casale \| 0-0 \| 6 mag. \| \| 21 gen. \| 3-1 \| Sampierdarenese-Inter \| 2-4 \| 6 mag. \| \| 21 gen. \| 1-1 \| Torino-Verona \| 0-1 \| 6 mag. \| \| 21 gen. \| 0-0 \| Mantova-Virtus \| 0-1 \| 6 mag. \| \| 21 gen. \| 2-1 \| Petrarca-Speranza \| 1-0 \| 6 mag. \| \| 21 gen. \| 1-3 \| Torinese-Pro Vercelli \| 0-5 \| 20 mag. \| |              |                       |               |               |
| andata (11ª) | andata (11ª) | Undicesima giornata   | ritorno (22ª) | ritorno (22ª) |
| |              |                       |               |               |
| 21 gen. | 2-2          | Pisa-Casale           | 0-0           | 6 mag.        |
| 21 gen. | 3-1          | Sampierdarenese-Inter | 2-4           | 6 mag.        |
| 21 gen. | 1-1          | Torino-Verona         | 0-1           | 6 mag.        |
| 21 gen. | 0-0          | Mantova-Virtus        | 0-1           | 6 mag.        |
| 21 gen. | 2-1          | Petrarca-Speranza     | 1-0           | 6 mag.        |
| 21 gen. | 1-3          | Torinese-Pro Vercelli | 0-5           | 20 mag.       |

| andata (11ª) | andata (11ª) | Undicesima giornata   | ritorno (22ª) | ritorno (22ª) |
|              |              |                       |               |               |
| 21 gen.      | 2-2          | Pisa-Casale           | 0-0           | 6 mag.        |
| 21 gen.      | 3-1          | Sampierdarenese-Inter | 2-4           | 6 mag.        |
| 21 gen.      | 1-1          | Torino-Verona         | 0-1           | 6 mag.        |
| 21 gen.      | 0-0          | Mantova-Virtus        | 0-1           | 6 mag.        |
| 21 gen.      | 2-1          | Petrarca-Speranza     | 1-0           | 6 mag.        |
| 21 gen.      | 1-3          | Torinese-Pro Vercelli | 0-5           | 20 mag.       |

#### Statistiche

##### Squadre

###### Classifica in divenire
| [ 11 ]       | 1ª | 2ª | 3ª | 4ª | 5ª | 6ª | 7ª | 8ª | 9ª | 10ª | 11ª | 12ª | 13ª | 14ª | 15ª | 16ª | 17ª | 18ª | 19ª | 20ª | 21ª | 22ª | Rec. |
| [ 11 ]       |    |    |    |    |    |    |    |    |    |     |     |     |     |     |     |     |     |     |     |     |     |     |      |
| ------------ | -- | -- | -- | -- | -- | -- | -- | -- | -- | --- | --- | --- | --- | --- | --- | --- | --- | --- | --- | --- | --- | --- | ---- |
| Casale       | 1  | 3  | 4  | 5  | 7  | 8  | 10 | 10 | 10 | 12  | 13  | 15  | 15  | 17  | 17  | 17  | 19  | 20  | 20  | 20  | 21  | 22  | 23   |
| Inter        | 1  | 3  | 5  | 5  | 5  | 7  | 7  | 7  | 7  | 8   | 8   | 10  | 10  | 12  | 12  | 13  | 13  | 14  | 16  | 18  | 18  | 20  | 21   |
| Mantova      | 1  | 1  | 2  | 2  | 3  | 3  | 3  | 5  | 5  | 6   | 7   | 7   | 9   | 9   | 13  | 13  | 13  | 14  | 15  | 17  | 18  | 18  | 18   |
| Petrarca     | 0  | 0  | 3  | 5  | 5  | 6  | 8  | 8  | 8  | 6   | 8   | 10  | 12  | 12  | 12  | 13  | 13  | 13  | 13  | 13  | 13  | 14  | 15   |
| Pisa         | 0  | 2  | 4  | 6  | 8  | 8  | 10 | 12 | 14 | 14  | 15  | 15  | 15  | 15  | 15  | 17  | 19  | 20  | 20  | 20  | 22  | 23  | 25   |
| Pro Vercelli | 0  | 2  | 2  | 4  | 5  | 7  | 7  | 9  | 11 | 12  | 14  | 16  | 16  | 16  | 22  | 24  | 26  | 28  | 30  | 32  | 34  | 34  | 36   |
| Samp         | 1  | 3  | 5  | 6  | 8  | 9  | 11 | 12 | 14 | 17  | 19  | 21  | 21  | 21  | 23  | 23  | 26  | 26  | 26  | 28  | 28  | 28  | 28   |
| Speranza     | 0  | 0  | 0  | 0  | 0  | 0  | 0  | 0  | 0  | 0   | 0   | 0   | 0   | 0   | 1   | 1   | 1   | 2   | 3   | 3   | 4   | 4   | 5    |
| Torino       | 2  | 3  | 5  | 5  | 7  | 9  | 11 | 11 | 13 | 15  | 16  | 18  | 18  | 22  | 22  | 22  | 25  | 26  | 28  | 28  | 29  | 31  | 32   |
| Torinese     | 1  | 2  | 2  | 4  | 4  | 4  | 4  | 6  | 6  | 6   | 6   | 6   | 6   | 8   | 9   | 11  | 11  | 13  | 13  | 13  | 15  | 15  | 16   |
| Verona       | 2  | 2  | 2  | 2  | 3  | 4  | 4  | 6  | 8  | 9   | 10  | 12  | 14  | 14  | 16  | 18  | 18  | 19  | 21  | 21  | 21  | 23  | 24   |
| Virtus       | 1  | 1  | 2  | 4  | 5  | 5  | 7  | 7  | 9  | 11  | 12  | 10  | 12  | 14  | 16  | 16  | 16  | 17  | 19  | 19  | 19  | 21  | 21   |

###### Primati stagionali
Squadre
- Maggior numero di vittorie: Pro Vercelli (17)
- Minor numero di sconfitte: Pro Vercelli (3)
- Miglior attacco: Torino (59)
- Miglior difesa: Torino (12)
- Miglior differenza reti: Torino (47)
- Maggior numero di pareggi: Casale (9)
- Minor numero di pareggi: Pro Vercelli (2)
- Minor numero di vittorie: Speranza (0)
- Maggior numero di sconfitte: Speranza (17)
- Peggiore attacco: Speranza (10)
- Peggior difesa: Speranza (57)
- Peggior differenza reti: Speranza (-47)
- Pareggi con più reti 2-2 (3)

Partite
- Più gol (8):

Torino - Speranza 8-0
Torino - Petrarca Padova 8-0
Pisa - Speranza 7-1
- Maggiore scarto di gol (8):

Torino - Speranza 8-0
Torino - Petrarca Padova 8-0

### Girone B

#### Squadre partecipanti
| Club       | Stagione | Città                | Stadio                           | Stagione precedente                     |
| ---------- | -------- | -------------------- | -------------------------------- | --------------------------------------- |
| Bologna    | dettagli | Bologna (BO)         | Stadio Sterlino                  | 3º nel girone A della C.C.I.            |
| Cremonese  | dettagli | Cremona (CR)         | Campo di via Persico             | 2ª in finale lombarda 1ª Categoria FIGC |
| Derthona   | dettagli | Tortona (AL)         | Campo Fornaci                    | Campione della 2ª Divisione CCI         |
| Esperia    | dettagli | Como (CO)            | Campo di via Milano              | Campione 1ª Categoria lombarda          |
| Genoa      | dettagli | Genova (GE)          | Campo di via del Piano a Marassi | 1º nel girone B finalista Lega Nord     |
| Juventus   | dettagli | Torino (TO)          | Stadio di corso Marsiglia        | 6ª nel girone A della C.C.I.            |
| Legnano    | dettagli | Legnano (MI)         | Stadio di via Pisacane           | 6º nel girone B della C.C.I.            |
| Milan      | dettagli | Milano (MI)          | Campo di viale Lombardia         | 9º nel girone A della C.C.I.            |
| Modena     | dettagli | Modena (MO)          | Campo di viale Fontanelli        | 4º nel girone B della C.C.I.            |
| Rivarolese | dettagli | Rivarolo Ligure (GE) | Campo Torbella                   | 3º nel girone ligure 1ª Categoria FIGC  |
| Spezia     | dettagli | La Spezia (GE)       | Stadio Alberto Picco             | 11º nel girone A della C.C.I.           |
| Udinese    | dettagli | Udine (PdF)          | Campo di viale Venezia           | 2º nel girone veneto 1ª Categoria FIGC  |

#### Classifica finale
|  | Pos. | Squadra      | Pt | G  | V  | N  | P  | GF | GS | DR  |
|  | ---- | ------------ | -- | -- | -- | -- | -- | -- | -- | --- |
|  | 1.   | Genoa        | 39 | 22 | 17 | 5  | 0  | 61 | 18 | +43 |
|  | 2.   | Legnano      | 32 | 22 | 13 | 6  | 3  | 37 | 19 | +18 |
|  | 3.   | Bologna      | 27 | 22 | 11 | 5  | 6  | 66 | 21 | +45 |
|  | 4.   | Milan        | 26 | 22 | 8  | 10 | 4  | 32 | 28 | +4  |
|  | 5.   | Juventus     | 25 | 22 | 10 | 5  | 7  | 31 | 23 | +8  |
|  | 6.   | Modena       | 24 | 22 | 10 | 4  | 8  | 27 | 23 | +4  |
|  | 6.   | Cremonese    | 24 | 22 | 10 | 4  | 8  | 28 | 25 | +3  |
|  | 8.   | Spezia       | 19 | 22 | 5  | 9  | 8  | 20 | 29 | -9  |
|  | 9.   | Derthona     | 19 | 22 | 6  | 7  | 9  | 29 | 31 | -2  |
|  | 10.  | Rivarolese   | 18 | 22 | 7  | 4  | 11 | 28 | 49 | -11 |
|  | 11.  | Esperia (-1) | 5  | 22 | 1  | 4  | 17 | 11 | 50 | -39 |
|  | 11.  | Udinese      | 5  | 22 | 1  | 3  | 18 | 14 | 68 | -54 |

Legenda:
      Ammesso alle finali di Lega Nord.
      Retrocesso in Seconda Divisione 1923-1924.
Regolamento:
Due punti a vittoria, uno a pareggio, zero a sconfitta.
Note:
L'Esperia ha scontato 1 punto di penalizzazione.
Il Derthona è retrocessa dopo gli spareggi con lo Spezia.

#### Risultati

##### Calendario
| andata (1ª) | andata (1ª) | Prima giornata    | ritorno (12ª) | ritorno (12ª) |
|             |             |                   |               |               |
| 8 ott.      | 0-2         | Cremonese-Legnano | 0-4           | 4 feb.        |
| 8 ott.      | 1-2         | Derthona-Juventus | 0-2           | 4 feb.        |
| 8 ott.      | 2-4         | Esperia-Bologna   | 0-5           | 4 feb.        |
| 8 ott.      | 4-1         | Genoa-Milan       | 3-1           | 4 feb.        |
| 8 ott.      | 2-0         | Modena-Udinese    | 2-0           | 4 feb.        |
| 8 ott.      | 2-2         | Rivarolese-Spezia | 0-0           | 4 feb.        |

| andata (2ª) | andata (2ª) | Seconda giornata    | ritorno (13ª) | ritorno (13ª) |
|             |             |                     |               |               |
| 15 ott.     | 5-1         | Bologna-Legnano     | 0-1           | 13 mag.       |
| 15 ott.     | 1-2         | Cremonese-Genoa     | 0-2           | 11 feb.       |
| 15 ott.     | 3-1         | Derthona-Esperia    | 4-0           | 11 feb.       |
| 15 ott.     | 1-1         | Milan-Udinese       | 6-1           | 11 feb.       |
| 15 ott.     | 2-3         | Spezia-Modena       | 0-2           | 11 feb.       |
| 15 ott.     | 2-0         | Rivarolese-Juventus | 0-5           | 11 feb.       |

| andata (1ª) | andata (1ª) | Prima giornata    | ritorno (12ª) | ritorno (12ª) |
|             |             |                   |               |               |
| 8 ott.      | 0-2         | Cremonese-Legnano | 0-4           | 4 feb.        |
| 8 ott.      | 1-2         | Derthona-Juventus | 0-2           | 4 feb.        |
| 8 ott.      | 2-4         | Esperia-Bologna   | 0-5           | 4 feb.        |
| 8 ott.      | 4-1         | Genoa-Milan       | 3-1           | 4 feb.        |
| 8 ott.      | 2-0         | Modena-Udinese    | 2-0           | 4 feb.        |
| 8 ott.      | 2-2         | Rivarolese-Spezia | 0-0           | 4 feb.        |

| andata (2ª) | andata (2ª) | Seconda giornata    | ritorno (13ª) | ritorno (13ª) |
|             |             |                     |               |               |
| 15 ott.     | 5-1         | Bologna-Legnano     | 0-1           | 13 mag.       |
| 15 ott.     | 1-2         | Cremonese-Genoa     | 0-2           | 11 feb.       |
| 15 ott.     | 3-1         | Derthona-Esperia    | 4-0           | 11 feb.       |
| 15 ott.     | 1-1         | Milan-Udinese       | 6-1           | 11 feb.       |
| 15 ott.     | 2-3         | Spezia-Modena       | 0-2           | 11 feb.       |
| 15 ott.     | 2-0         | Rivarolese-Juventus | 0-5           | 11 feb.       |

| andata (3ª) | andata (3ª) | Terza giornata     | ritorno (14ª) | ritorno (14ª) |
|             |             |                    |               |               |
| 22 ott.     | 1-2         | Esperia-Rivarolese | 0-2           | 18 feb.       |
| 22 ott.     | 2-1         | Genoa-Bologna      | 2-1           | 18 feb.       |
| 22 ott.     | 4-0         | Juventus-Modena    | 0-1           | 18 feb.       |
| 22 ott.     | 1-1         | Legnano-Derthona   | 1-1           | 18 feb.       |
| 22 ott.     | 2-1         | Milan-Cremonese    | 1-0           | 18 feb.       |
| 22 ott.     | 2-2         | Udinese-Spezia     | 0-5           | 18 feb.       |

| andata (4ª) | andata (4ª) | Quarta giornata    | ritorno (15ª) | ritorno (15ª) |
|             |             |                    |               |               |
| 5 nov.      | 1-0         | Cremonese-Udinese  | 2-2           | 11 mar.       |
| 5 nov.      | 1-3         | Derthona-Genoa     | 1-4           | 11 mar.       |
| 5 nov.      | 0-0         | Juventus-Spezia    | 0-1           | 11 mar.       |
| 5 nov.      | 0-8         | Milan-Bologna      | 2-0           | 11 mar.       |
| 5 nov.      | 2-0         | Modena-Esperia     | 1-0           | 11 mar.       |
| 5 nov.      | 0-2         | Rivarolese-Legnano | 2-3           | 11 mar.       |

| andata (3ª) | andata (3ª) | Terza giornata     | ritorno (14ª) | ritorno (14ª) |
|             |             |                    |               |               |
| 22 ott.     | 1-2         | Esperia-Rivarolese | 0-2           | 18 feb.       |
| 22 ott.     | 2-1         | Genoa-Bologna      | 2-1           | 18 feb.       |
| 22 ott.     | 4-0         | Juventus-Modena    | 0-1           | 18 feb.       |
| 22 ott.     | 1-1         | Legnano-Derthona   | 1-1           | 18 feb.       |
| 22 ott.     | 2-1         | Milan-Cremonese    | 1-0           | 18 feb.       |
| 22 ott.     | 2-2         | Udinese-Spezia     | 0-5           | 18 feb.       |

| andata (4ª) | andata (4ª) | Quarta giornata    | ritorno (15ª) | ritorno (15ª) |
|             |             |                    |               |               |
| 5 nov.      | 1-0         | Cremonese-Udinese  | 2-2           | 11 mar.       |
| 5 nov.      | 1-3         | Derthona-Genoa     | 1-4           | 11 mar.       |
| 5 nov.      | 0-0         | Juventus-Spezia    | 0-1           | 11 mar.       |
| 5 nov.      | 0-8         | Milan-Bologna      | 2-0           | 11 mar.       |
| 5 nov.      | 2-0         | Modena-Esperia     | 1-0           | 11 mar.       |
| 5 nov.      | 0-2         | Rivarolese-Legnano | 2-3           | 11 mar.       |

| andata (5ª) | andata (5ª) | Quinta giornata   | ritorno (16ª) | ritorno (16ª) |
|             |             |                   |               |               |
| 12 nov.     | 3-0         | Bologna-Cremonese | 1-1           | 18 mar.       |
| 12 nov.     | 0-0         | Derthona-Milan    | 1-1           | 18 mar.       |
| 12 nov.     | 5-1         | Genoa-Rivarolese  | 4-0           | 18 mar.       |
| 12 nov.     | 3-0         | Legnano-Modena    | 0-0           | 18 mar.       |
| 12 nov.     | 0-0         | Spezia-Esperia    | 0-0           | 18 mar.       |
| 12 nov.     | 0-1         | Udinese-Juventus  | 0-2           | 18 mar.       |

| andata (6ª) | andata (6ª) | Sesta giornata     | ritorno (17ª) | ritorno (17ª) |
|             |             |                    |               |               |
| 19 nov.     | 2-0         | Cremonese-Derthona | 2-0           | 25 mar.       |
| 19 nov.     | 1-0         | Juventus-Esperia   | 1-0           | 25 mar.       |
| 19 nov.     | 4-0         | Milan-Rivarolese   | 1-1           | 25 mar.       |
| 19 nov.     | 1-2         | Modena-Genoa       | 2-3           | 25 mar.       |
| 19 nov.     | 0-2         | Spezia-Legnano     | 1-2           | 25 mar.       |
| 19 nov.     | 0-1         | Udinese-Bologna    | 0-14          | 25 mar.       |

| andata (5ª) | andata (5ª) | Quinta giornata   | ritorno (16ª) | ritorno (16ª) |
|             |             |                   |               |               |
| 12 nov.     | 3-0         | Bologna-Cremonese | 1-1           | 18 mar.       |
| 12 nov.     | 0-0         | Derthona-Milan    | 1-1           | 18 mar.       |
| 12 nov.     | 5-1         | Genoa-Rivarolese  | 4-0           | 18 mar.       |
| 12 nov.     | 3-0         | Legnano-Modena    | 0-0           | 18 mar.       |
| 12 nov.     | 0-0         | Spezia-Esperia    | 0-0           | 18 mar.       |
| 12 nov.     | 0-1         | Udinese-Juventus  | 0-2           | 18 mar.       |

| andata (6ª) | andata (6ª) | Sesta giornata     | ritorno (17ª) | ritorno (17ª) |
|             |             |                    |               |               |
| 19 nov.     | 2-0         | Cremonese-Derthona | 2-0           | 25 mar.       |
| 19 nov.     | 1-0         | Juventus-Esperia   | 1-0           | 25 mar.       |
| 19 nov.     | 4-0         | Milan-Rivarolese   | 1-1           | 25 mar.       |
| 19 nov.     | 1-2         | Modena-Genoa       | 2-3           | 25 mar.       |
| 19 nov.     | 0-2         | Spezia-Legnano     | 1-2           | 25 mar.       |
| 19 nov.     | 0-1         | Udinese-Bologna    | 0-14          | 25 mar.       |

| andata (7ª) | andata (7ª) | Settima giornata     | ritorno (18ª) | ritorno (18ª) |
|             |             |                      |               |               |
| 10 dic.     | 1-1         | Derthona-Bologna     | 2-2           | 1° apr.       |
| 10 dic.     | 3-2         | Esperia-Udinese      | 0-1           | 1° apr.       |
| 4 mar.      | 3-2         | Legnano-Juventus     | 0-1           | 1° apr.       |
| 10 dic.     | 1-1         | Modena-Milan         | 0-1           | 1° apr.       |
| 10 dic.     | 2-3         | Rivarolese-Cremonese | 0-4           | 1° apr.       |
| 10 dic.     | 0-4         | Spezia-Genoa         | 1-1           | 1° apr.       |

| andata (8ª) | andata (8ª) | Ottava giornata    | ritorno (19ª) | ritorno (19ª) |
|             |             |                    |               |               |
| 17 dic.     | 6-0         | Bologna-Rivarolese | 0-0           | 8 apr.        |
| 17 dic.     | 0-0         | Cremonese-Modena   | 1-1           | 8 apr.        |
| 17 dic.     | 2-1         | Genoa-Juventus     | 1-1           | 8 apr.        |
| 17 dic.     | 2-0         | Legnano-Esperia    | 1-0           | 8 apr.        |
| 17 dic.     | 0-0         | Milan-Spezia       | 1-2           | 8 apr.        |
| 17 dic.     | 1-2         | Udinese-Derthona   | 0-5           | 8 apr.        |

| andata (7ª) | andata (7ª) | Settima giornata     | ritorno (18ª) | ritorno (18ª) |
|             |             |                      |               |               |
| 10 dic.     | 1-1         | Derthona-Bologna     | 2-2           | 1° apr.       |
| 10 dic.     | 3-2         | Esperia-Udinese      | 0-1           | 1° apr.       |
| 4 mar.      | 3-2         | Legnano-Juventus     | 0-1           | 1° apr.       |
| 10 dic.     | 1-1         | Modena-Milan         | 0-1           | 1° apr.       |
| 10 dic.     | 2-3         | Rivarolese-Cremonese | 0-4           | 1° apr.       |
| 10 dic.     | 0-4         | Spezia-Genoa         | 1-1           | 1° apr.       |

| andata (8ª) | andata (8ª) | Ottava giornata    | ritorno (19ª) | ritorno (19ª) |
|             |             |                    |               |               |
| 17 dic.     | 6-0         | Bologna-Rivarolese | 0-0           | 8 apr.        |
| 17 dic.     | 0-0         | Cremonese-Modena   | 1-1           | 8 apr.        |
| 17 dic.     | 2-1         | Genoa-Juventus     | 1-1           | 8 apr.        |
| 17 dic.     | 2-0         | Legnano-Esperia    | 1-0           | 8 apr.        |
| 17 dic.     | 0-0         | Milan-Spezia       | 1-2           | 8 apr.        |
| 17 dic.     | 1-2         | Udinese-Derthona   | 0-5           | 8 apr.        |

| andata (9ª) | andata (9ª) | Nona giornata       | ritorno (20ª) | ritorno (20ª) |
|             |             |                     |               |               |
| 7 gen.      | 2-0         | Bologna-Modena      | 0-2           | 22 apr.       |
| 7 gen.      | 3-1         | Derthona-Rivarolese | 1-4           | 22 apr.       |
| 7 gen.      | 0-0         | Genoa-Esperia       | 8-2           | 22 apr.       |
| 7 gen.      | 2-2         | Juventus-Milan      | 0-0           | 22 apr.       |
| 7 gen.      | 0-1         | Spezia-Cremonese    | 0-2           | 22 apr.       |
| 7 gen.      | 1-3         | Udinese-Legnano     | 1-3           | 22 apr.       |

| andata (10ª) | andata (10ª) | Decima giornata    | ritorno (21ª) | ritorno (21ª) |
|              |              |                    |               |               |
| 14 gen.      | 1-4          | Esperia-Milan      | 1-1           | 29 apr.       |
| 14 gen.      | 3-1          | Juventus-Cremonese | 0-1           | 29 apr.       |
| 14 gen.      | 1-1          | Legnano-Genoa      | 1-1           | 29 apr.       |
| 14 gen.      | 1-0          | Modena-Derthona    | 0-1           | 29 apr.       |
| 14 gen.      | 3-1          | Rivarolese-Udinese | 3-1           | 29 apr.       |
| 14 gen.      | 2-1          | Spezia-Bologna     | 0-5           | 29 apr.       |

| andata (9ª) | andata (9ª) | Nona giornata       | ritorno (20ª) | ritorno (20ª) |
|             |             |                     |               |               |
| 7 gen.      | 2-0         | Bologna-Modena      | 0-2           | 22 apr.       |
| 7 gen.      | 3-1         | Derthona-Rivarolese | 1-4           | 22 apr.       |
| 7 gen.      | 0-0         | Genoa-Esperia       | 8-2           | 22 apr.       |
| 7 gen.      | 2-2         | Juventus-Milan      | 0-0           | 22 apr.       |
| 7 gen.      | 0-1         | Spezia-Cremonese    | 0-2           | 22 apr.       |
| 7 gen.      | 1-3         | Udinese-Legnano     | 1-3           | 22 apr.       |

| andata (10ª) | andata (10ª) | Decima giornata    | ritorno (21ª) | ritorno (21ª) |
|              |              |                    |               |               |
| 14 gen.      | 1-4          | Esperia-Milan      | 1-1           | 29 apr.       |
| 14 gen.      | 3-1          | Juventus-Cremonese | 0-1           | 29 apr.       |
| 14 gen.      | 1-1          | Legnano-Genoa      | 1-1           | 29 apr.       |
| 14 gen.      | 1-0          | Modena-Derthona    | 0-1           | 29 apr.       |
| 14 gen.      | 3-1          | Rivarolese-Udinese | 3-1           | 29 apr.       |
| 14 gen.      | 2-1          | Spezia-Bologna     | 0-5           | 29 apr.       |

| \| andata (11ª) \| andata (11ª) \| Undicesima giornata \| ritorno (22ª) \| ritorno (22ª) \| \| \| \| \| \| \| \| 28 gen. \| 4-1 \| Bologna-Juventus \| 2-2 \| 6 mag. \| \| 21 gen. \| 3-0 \| Cremonese-Esperia[10] \| 2-0 \| 6 mag. \| \| 21 gen. \| 0-1 \| Derthona-Spezia \| 1-1 \| 6 mag. \| \| 21 gen. \| 1-0 \| Milan-Legnano \| 1-1 \| 6 mag. \| \| 21 gen. \| 2-0 \| Rivarolese-Modena \| 1-3 \| 6 mag. \| \| 21 gen. \| 0-1 \| Udinese-Genoa \| 0-6 \| 6 mag. \| |              |                     |               |               |
| andata (11ª) | andata (11ª) | Undicesima giornata | ritorno (22ª) | ritorno (22ª) |
| |              |                     |               |               |
| 28 gen. | 4-1          | Bologna-Juventus    | 2-2           | 6 mag.        |
| 21 gen. | 3-0          | Cremonese-Esperia   | 2-0           | 6 mag.        |
| 21 gen. | 0-1          | Derthona-Spezia     | 1-1           | 6 mag.        |
| 21 gen. | 1-0          | Milan-Legnano       | 1-1           | 6 mag.        |
| 21 gen. | 2-0          | Rivarolese-Modena   | 1-3           | 6 mag.        |
| 21 gen. | 0-1          | Udinese-Genoa       | 0-6           | 6 mag.        |

| andata (11ª) | andata (11ª) | Undicesima giornata | ritorno (22ª) | ritorno (22ª) |
|              |              |                     |               |               |
| 28 gen.      | 4-1          | Bologna-Juventus    | 2-2           | 6 mag.        |
| 21 gen.      | 3-0          | Cremonese-Esperia   | 2-0           | 6 mag.        |
| 21 gen.      | 0-1          | Derthona-Spezia     | 1-1           | 6 mag.        |
| 21 gen.      | 1-0          | Milan-Legnano       | 1-1           | 6 mag.        |
| 21 gen.      | 2-0          | Rivarolese-Modena   | 1-3           | 6 mag.        |
| 21 gen.      | 0-1          | Udinese-Genoa       | 0-6           | 6 mag.        |

#### Spareggi

##### Spareggio retrocessione
|          | Risultati |        | Luogo e data           |
| -------- | --------- | ------ | ---------------------- |
| Derthona | 0-0 (dts) | Spezia | Genova, 1º luglio 1923 |
|          |           |        |                        |

Visto il risultato di parita la partita venne ripetuta.
|          | Risultati |        | Luogo e data          |
| -------- | --------- | ------ | --------------------- |
| Derthona | 2-3       | Spezia | Genova, 8 luglio 1923 |
|          |           |        |                       |

#### Statistiche

##### Squadre

###### Classifica in divenire
| [ 11 ]     | 1ª | 2ª | 3ª | 4ª | 5ª | 6ª | 7ª | 8ª | 9ª | 10ª | 11ª | 12ª | 13ª | 14ª | 15ª | 16ª | 17ª | 18ª | 19ª | 20ª | 21ª | 22ª | Rec. |
| [ 11 ]     |    |    |    |    |    |    |    |    |    |     |     |     |     |     |     |     |     |     |     |     |     |     |      |
| ---------- | -- | -- | -- | -- | -- | -- | -- | -- | -- | --- | --- | --- | --- | --- | --- | --- | --- | --- | --- | --- | --- | --- | ---- |
| Bologna    | 2  | 4  | 4  | 6  | 8  | 10 | 11 | 13 | 15 | 15  | 15  | 19  | 19  | 19  | 21  | 20  | 22  | 23  | 24  | 24  | 25  | 26  | 27   |
| Cremonese  | 0  | 0  | 0  | 2  | 2  | 4  | 6  | 7  | 9  | 9   | 11  | 11  | 11  | 11  | 12  | 13  | 15  | 17  | 18  | 20  | 20  | 22  | 24   |
| Derthona   | 0  | 2  | 3  | 3  | 4  | 4  | 5  | 7  | 9  | 9   | 9   | 9   | 11  | 12  | 12  | 13  | 13  | 14  | 16  | 16  | 18  | 19  | 19   |
| Esperia    | 0  | 0  | 0  | 0  | 1  | 1  | 3  | 3  | 4  | 4   | 4   | 4   | 4   | 4   | 4   | 5   | 5   | 5   | 5   | 5   | 6   | 8   | 6    |
| Genoa      | 2  | 4  | 6  | 8  | 10 | 12 | 14 | 16 | 17 | 18  | 20  | 22  | 24  | 26  | 28  | 30  | 32  | 33  | 34  | 36  | 37  | 39  | 39   |
| Juventus   | 2  | 2  | 4  | 5  | 7  | 9  | 9  | 9  | 10 | 12  | 12  | 14  | 16  | 16  | 16  | 18  | 20  | 22  | 23  | 24  | 24  | 25  | 25   |
| Legnano    | 2  | 2  | 3  | 5  | 7  | 8  | 8  | 11 | 13 | 14  | 14  | 16  | 16  | 17  | 21  | 22  | 24  | 24  | 26  | 28  | 29  | 30  | 32   |
| Milan      | 0  | 1  | 3  | 3  | 4  | 6  | 7  | 7  | 9  | 11  | 13  | 13  | 15  | 17  | 17  | 20  | 21  | 22  | 23  | 24  | 25  | 26  | 26   |
| Modena     | 2  | 4  | 4  | 6  | 6  | 6  | 7  | 7  | 8  | 10  | 10  | 12  | 14  | 16  | 18  | 19  | 19  | 19  | 20  | 22  | 22  | 22  | 24   |
| Rivarolese | 1  | 3  | 5  | 5  | 5  | 5  | 5  | 5  | 5  | 7   | 9   | 10  | 10  | 12  | 12  | 12  | 13  | 13  | 14  | 16  | 18  | 18  | 18   |
| Spezia     | 1  | 1  | 2  | 3  | 4  | 5  | 5  | 5  | 5  | 7   | 9   | 10  | 10  | 12  | 14  | 15  | 15  | 16  | 18  | 18  | 18  | 19  | 19   |
| Udinese    | 0  | 1  | 2  | 2  | 2  | 2  | 2  | 2  | 2  | 2   | 2   | 2   | 2   | 2   | 3   | 3   | 3   | 5   | 5   | 5   | 5   | 5   | 5    |

###### Primati stagionali
Squadre
- Maggior numero di vittorie: Genoa (17)
- Minor numero di sconfitte: Genoa (0)
- Miglior attacco: Bologna (66)
- Miglior difesa: Genoa (18)
- Miglior differenza reti: Bologna (45)
- Maggior numero di pareggi: Milan (10)
- Minor numero di pareggi: Udinese (3)
- Minor numero di vittorie: Esperia e Udinese (1)
- Maggior numero di sconfitte: Udinese (18)
- Peggiore attacco: Esperia (11)
- Peggior difesa: Udinese (68)
- Peggior differenza reti: Udinese (-54)

Partite
- Più gol (14): Bologna - Udinese 14-0
- Maggiore scarto di gol (14): Bologna - Udinese 14-0

### Girone C

#### Squadre partecipanti
| Club         | Stagione | Città            | Stadio                        | Stagione precedente          |
| ------------ | -------- | ---------------- | ----------------------------- | ---------------------------- |
| Alessandria  | dettagli | Alessandria (AL) | Campo degli Orti              |                              |
| Andrea Doria | dettagli | Genova (GE)      | Campo sportivo della Cajenna  |                              |
| Brescia      | dettagli | Brescia          | Stadio di via Cesare Lombroso |                              |
| Livorno      | dettagli | Livorno (LI)     | Campo di Villa Chayes         |                              |
| Lucchese     | dettagli | Lucca (LU)       | Campo Sant'Anna               |                              |
| Novara       | dettagli | Novara (NO)      | Campo di via Lombroso         | 2º nel girone A della C.C.I. |
| Novese       | dettagli | Novi Ligure (AL) | Campo di Piazza d'Armi        | Campione d'Italia (FIGC)     |
| Padova       | dettagli | Padova (PD)      | Stadium                       |                              |
| Pastore      | dettagli | Torino (TO)      | Campo di corso Peschiera      |                              |
| Savona       | dettagli | Savona (GE)      | campo di via Frugoni          |                              |
| SPAL         | dettagli | Ferrara (FE)     | Campo di Piazza d'Armi        |                              |
| US Milanese  | dettagli | Milano           | Velodromo Sempione            |                              |

#### Classifica finale
|  | Pos. | Squadra      | Pt | G  | V  | N | P  | GF | GS | DR  |
|  | ---- | ------------ | -- | -- | -- | - | -- | -- | -- | --- |
|  | 1.   | Padova       | 32 | 22 | 14 | 4 | 4  | 47 | 21 | +26 |
|  | 2.   | Alessandria  | 32 | 22 | 14 | 4 | 4  | 34 | 14 | +20 |
|  | 3.   | Livorno      | 30 | 22 | 13 | 4 | 5  | 43 | 19 | +24 |
|  | 3.   | SPAL         | 30 | 22 | 12 | 6 | 4  | 37 | 15 | +22 |
|  | 5.   | Novara       | 26 | 22 | 12 | 2 | 8  | 42 | 24 | +18 |
|  | 6.   | Andrea Doria | 24 | 22 | 9  | 6 | 7  | 40 | 29 | +11 |
|  | 7.   | Brescia      | 20 | 22 | 8  | 4 | 10 | 34 | 28 | +16 |
|  | 8.   | Novese       | 19 | 22 | 5  | 9 | 8  | 26 | 32 | -6  |
|  | 9.   | Lucchese     | 16 | 22 | 6  | 4 | 12 | 24 | 55 | -31 |
|  | 10.  | US Milanese  | 14 | 22 | 3  | 8 | 11 | 23 | 43 | -20 |
|  | 11.  | Pastore      | 11 | 22 | 4  | 3 | 15 | 16 | 53 | -37 |
|  | 12.  | Savona       | 10 | 22 | 3  | 4 | 15 | 14 | 46 | -32 |

Legenda:
      Ammesso alle finali di Lega Nord.
      Retrocesso in Seconda Divisione 1923-1924.
Regolamento:
Due punti a vittoria, uno a pareggio, zero a sconfitta.
Note:
Il Padova è stato ammesso alle finali dopo lo spareggio con l'Alessandria.

#### Risultati

##### Calendario
| andata (1ª) | andata (1ª) | Prima giornata     | ritorno (12ª) | ritorno (12ª) |
|             |             |                    |               |               |
| 8 ott.      | 2-0         | Lucchese-Milanese  | 1-5           | 4 feb.        |
| 8 ott.      | 3-0         | Novara-Savona      | 2-2           | 4 feb.        |
| 8 ott.      | 1-1         | Padova-Livorno     | 1-2           | 4 feb.        |
| 8 ott.      | 0-2         | Novese-Alessandria | 0-2           | 4 feb.        |
| 8 ott.      | 4-1         | Pastore-Brescia    | 0-2           | 4 feb.        |
| 8 ott.      | 2-1         | SPAL-Andrea Doria  | 0-1           | 4 feb.        |

| andata (2ª) | andata (2ª) | Seconda giornata     | ritorno (13ª) | ritorno (13ª) |
|             |             |                      |               |               |
| 15 ott.     | 1-2         | Lucchese-Novara      | 1-3           | 11 feb.       |
| 15 ott.     | 0-1         | Savona-SPAL          | 0-2           | 25 feb.       |
| 15 ott.     | 11-1        | Padova-Pastore       | 2-0           | 11 feb.       |
| 15 ott.     | 1-1         | Alessandria-Milanese | 3-1           | 11 feb.       |
| 15 ott.     | 2-1         | Andrea Doria-Brescia | 0-0           | 11 feb.       |
| 15 ott.     | 3-0         | Livorno-Novese       | 1-1           | 11 feb.       |

| andata (1ª) | andata (1ª) | Prima giornata     | ritorno (12ª) | ritorno (12ª) |
|             |             |                    |               |               |
| 8 ott.      | 2-0         | Lucchese-Milanese  | 1-5           | 4 feb.        |
| 8 ott.      | 3-0         | Novara-Savona      | 2-2           | 4 feb.        |
| 8 ott.      | 1-1         | Padova-Livorno     | 1-2           | 4 feb.        |
| 8 ott.      | 0-2         | Novese-Alessandria | 0-2           | 4 feb.        |
| 8 ott.      | 4-1         | Pastore-Brescia    | 0-2           | 4 feb.        |
| 8 ott.      | 2-1         | SPAL-Andrea Doria  | 0-1           | 4 feb.        |

| andata (2ª) | andata (2ª) | Seconda giornata     | ritorno (13ª) | ritorno (13ª) |
|             |             |                      |               |               |
| 15 ott.     | 1-2         | Lucchese-Novara      | 1-3           | 11 feb.       |
| 15 ott.     | 0-1         | Savona-SPAL          | 0-2           | 25 feb.       |
| 15 ott.     | 11-1        | Padova-Pastore       | 2-0           | 11 feb.       |
| 15 ott.     | 1-1         | Alessandria-Milanese | 3-1           | 11 feb.       |
| 15 ott.     | 2-1         | Andrea Doria-Brescia | 0-0           | 11 feb.       |
| 15 ott.     | 3-0         | Livorno-Novese       | 1-1           | 11 feb.       |

| andata (3ª) | andata (3ª) | Terza giornata      | ritorno (14ª) | ritorno (14ª) |
|             |             |                     |               |               |
| 22 ott.     | 3-1         | Lucchese-Savona     | 1-1           | 17 giu.       |
| 22 ott.     | 2-1         | Padova-Andrea Doria | 1-1           | 18 feb.       |
| 22 ott.     | 2-3         | Novara-Alessandria  | 1-2           | 18 feb.       |
| 22 ott.     | 0-2         | Pastore-Novese      | 1-3           | 18 feb.       |
| 3 giu.      | 2-2         | Brescia-SPAL        | 0-3           | 18 feb.       |
| 22 ott.     | 1-1         | Milanese-Livorno    | 0-5           | 18 feb.       |

| andata (4ª) | andata (4ª) | Quarta giornata     | ritorno (15ª) | ritorno (15ª) |
|             |             |                     |               |               |
| 5 nov.      | 0-1         | Savona-Alessandria  | 0-2           | 11 mar.       |
| 5 nov.      | 5-0         | SPAL-Lucchese       | 2-2           | 11 mar.       |
| 13 mag.     | 1-2         | Brescia-Padova      | 1-2           | 11 mar.       |
| 5 nov.      | 2-2         | Milanese-Pastore    | 0-0           | 11 mar.       |
| 5 nov.      | 3-1         | Andrea Doria-Novese | 0-1           | 11 mar.       |
| 5 nov.      | 2-1         | Livorno-Novara      | 0-2           | 11 mar.       |

| andata (3ª) | andata (3ª) | Terza giornata      | ritorno (14ª) | ritorno (14ª) |
|             |             |                     |               |               |
| 22 ott.     | 3-1         | Lucchese-Savona     | 1-1           | 17 giu.       |
| 22 ott.     | 2-1         | Padova-Andrea Doria | 1-1           | 18 feb.       |
| 22 ott.     | 2-3         | Novara-Alessandria  | 1-2           | 18 feb.       |
| 22 ott.     | 0-2         | Pastore-Novese      | 1-3           | 18 feb.       |
| 3 giu.      | 2-2         | Brescia-SPAL        | 0-3           | 18 feb.       |
| 22 ott.     | 1-1         | Milanese-Livorno    | 0-5           | 18 feb.       |

| andata (4ª) | andata (4ª) | Quarta giornata     | ritorno (15ª) | ritorno (15ª) |
|             |             |                     |               |               |
| 5 nov.      | 0-1         | Savona-Alessandria  | 0-2           | 11 mar.       |
| 5 nov.      | 5-0         | SPAL-Lucchese       | 2-2           | 11 mar.       |
| 13 mag.     | 1-2         | Brescia-Padova      | 1-2           | 11 mar.       |
| 5 nov.      | 2-2         | Milanese-Pastore    | 0-0           | 11 mar.       |
| 5 nov.      | 3-1         | Andrea Doria-Novese | 0-1           | 11 mar.       |
| 5 nov.      | 2-1         | Livorno-Novara      | 0-2           | 11 mar.       |

| andata (5ª) | andata (5ª) | Quinta giornata       | ritorno (16ª) | ritorno (16ª) |
|             |             |                       |               |               |
| 12 nov.     | 3-0         | Alessandria-Lucchese  | 2-0           | 18 mar.       |
| 12 nov.     | 2-1         | Livorno-Savona        | 0-1           | 18 mar.       |
| 12 nov.     | 1-1         | Padova-SPAL           | 0-1           | 18 mar.       |
| 12 nov.     | 1-1         | Milanese-Andrea Doria | 1-3           | 18 mar.       |
| 12 nov.     | 0-0         | Novese-Brescia        | 1-3           | 18 mar.       |
| 12 nov.     | 0-1         | Pastore-Novara        | 1-4           | 18 mar.       |

| andata (6ª) | andata (6ª) | Sesta giornata      | ritorno (17ª) | ritorno (17ª) |
|             |             |                     |               |               |
| 19 nov.     | 0-1         | Lucchese-Livorno    | 0-8           | 25 mar.       |
| 19 nov.     | 3-0         | Savona-Pastore      | 0-1           | 25 mar.       |
| 19 nov.     | 1-2         | Novese-Padova       | 2-2           | 25 mar.       |
| 17 giu.     | 4-0         | Brescia-Milanese    | 1-3           | 25 mar.       |
| 19 nov.     | 1-0         | SPAL-Alessandria    | 1-2           | 25 mar.       |
| 19 nov.     | 2-1         | Andrea Doria-Novara | 0-7           | 25 mar.       |

| andata (5ª) | andata (5ª) | Quinta giornata       | ritorno (16ª) | ritorno (16ª) |
|             |             |                       |               |               |
| 12 nov.     | 3-0         | Alessandria-Lucchese  | 2-0           | 18 mar.       |
| 12 nov.     | 2-1         | Livorno-Savona        | 0-1           | 18 mar.       |
| 12 nov.     | 1-1         | Padova-SPAL           | 0-1           | 18 mar.       |
| 12 nov.     | 1-1         | Milanese-Andrea Doria | 1-3           | 18 mar.       |
| 12 nov.     | 0-0         | Novese-Brescia        | 1-3           | 18 mar.       |
| 12 nov.     | 0-1         | Pastore-Novara        | 1-4           | 18 mar.       |

| andata (6ª) | andata (6ª) | Sesta giornata      | ritorno (17ª) | ritorno (17ª) |
|             |             |                     |               |               |
| 19 nov.     | 0-1         | Lucchese-Livorno    | 0-8           | 25 mar.       |
| 19 nov.     | 3-0         | Savona-Pastore      | 0-1           | 25 mar.       |
| 19 nov.     | 1-2         | Novese-Padova       | 2-2           | 25 mar.       |
| 17 giu.     | 4-0         | Brescia-Milanese    | 1-3           | 25 mar.       |
| 19 nov.     | 1-0         | SPAL-Alessandria    | 1-2           | 25 mar.       |
| 19 nov.     | 2-1         | Andrea Doria-Novara | 0-7           | 25 mar.       |

| andata (7ª) | andata (7ª) | Settima giornata    | ritorno (18ª) | ritorno (18ª) |
|             |             |                     |               |               |
| 10 dic.     | 1-2         | Pastore-Lucchese    | 0-2           | 1 apr.        |
| 3 giu.      | 0-5         | Savona-Andrea Doria | 0-6           | 2 apr.        |
| 10 dic.     | 2-0         | Padova-Milanese     | 3-0           | 1 apr.        |
| 10 dic.     | 3-0         | Alessandria-Livorno | 0-2           | 1 apr.        |
| 10 dic.     | 1-0         | Novara-Brescia      | 0-2           | 1 apr.        |
| 10 dic.     | 1-1         | SPAL-Novese         | 1-1           | 1 apr.        |

| andata (8ª) | andata (8ª) | Ottava giornata       | ritorno (19ª) | ritorno (19ª) |
|             |             |                       |               |               |
| 17 dic.     | 2-2         | Lucchese-Andrea Doria | 0-4           | 8 apr.        |
| 10 giu.     | 0-7         | Savona-Brescia        | 0-1           | 8 apr.        |
| 17 dic.     | 2-1         | Padova-Novara         | 0-2           | 8 apr.        |
| 17 dic.     | 2-2         | Novese-Milanese       | 1-1           | 8 apr.        |
| 17 dic.     | 1-1         | Pastore-Alessandria   | 0-1           | 13 mag.       |
| 17 dic.     | 1-0         | Livorno-SPAL          | 0-2           | 8 apr.        |

| andata (7ª) | andata (7ª) | Settima giornata    | ritorno (18ª) | ritorno (18ª) |
|             |             |                     |               |               |
| 10 dic.     | 1-2         | Pastore-Lucchese    | 0-2           | 1 apr.        |
| 3 giu.      | 0-5         | Savona-Andrea Doria | 0-6           | 2 apr.        |
| 10 dic.     | 2-0         | Padova-Milanese     | 3-0           | 1 apr.        |
| 10 dic.     | 3-0         | Alessandria-Livorno | 0-2           | 1 apr.        |
| 10 dic.     | 1-0         | Novara-Brescia      | 0-2           | 1 apr.        |
| 10 dic.     | 1-1         | SPAL-Novese         | 1-1           | 1 apr.        |

| andata (8ª) | andata (8ª) | Ottava giornata       | ritorno (19ª) | ritorno (19ª) |
|             |             |                       |               |               |
| 17 dic.     | 2-2         | Lucchese-Andrea Doria | 0-4           | 8 apr.        |
| 10 giu.     | 0-7         | Savona-Brescia        | 0-1           | 8 apr.        |
| 17 dic.     | 2-1         | Padova-Novara         | 0-2           | 8 apr.        |
| 17 dic.     | 2-2         | Novese-Milanese       | 1-1           | 8 apr.        |
| 17 dic.     | 1-1         | Pastore-Alessandria   | 0-1           | 13 mag.       |
| 17 dic.     | 1-0         | Livorno-SPAL          | 0-2           | 8 apr.        |

| andata (9ª) | andata (9ª) | Nona giornata            | ritorno (20ª) | ritorno (20ª) |
|             |             |                          |               |               |
| 7 gen.      | 4-0         | Brescia-Lucchese         | 0-1           | 22 apr.       |
| 7 gen.      | 3-1         | Padova-Savona            | 2-0           | 22 apr.       |
| 7 gen.      | 3-0         | Alessandria-Andrea Doria | 1-1           | 22 apr.       |
| 7 gen.      | 4-1         | Novara-Novese            | 0-2           | 22 apr.       |
| 7 gen.      | 3-0         | Livorno-Pastore          | 3-1           | 22 apr.       |
| 7 gen.      | 1-3         | Milanese-SPAL            | 0-3           | 22 apr.       |

| andata (10ª) | andata (10ª) | Decima giornata      | ritorno (21ª) | ritorno (21ª) |
|              |              |                      |               |               |
| 14 gen.      | 3-0          | Lucchese-Padova      | 1-6           | 29 apr.       |
| 14 gen.      | 0-0          | Savona-Novese        | 2-1           | 29 apr.       |
| 14 gen.      | 1-0          | Andrea Doria-Livorno | 0-2           | 29 apr.       |
| 14 gen.      | 1-0          | Alessandria-Brescia  | 1-1           | 29 apr.       |
| 14 gen.      | 1-2          | Milanese-Novara      | 0-1           | 29 apr.       |
| 14 gen.      | 1-0          | Pastore-SPAL         | 0-4           | 29 apr.       |

| andata (9ª) | andata (9ª) | Nona giornata            | ritorno (20ª) | ritorno (20ª) |
|             |             |                          |               |               |
| 7 gen.      | 4-0         | Brescia-Lucchese         | 0-1           | 22 apr.       |
| 7 gen.      | 3-1         | Padova-Savona            | 2-0           | 22 apr.       |
| 7 gen.      | 3-0         | Alessandria-Andrea Doria | 1-1           | 22 apr.       |
| 7 gen.      | 4-1         | Novara-Novese            | 0-2           | 22 apr.       |
| 7 gen.      | 3-0         | Livorno-Pastore          | 3-1           | 22 apr.       |
| 7 gen.      | 1-3         | Milanese-SPAL            | 0-3           | 22 apr.       |

| andata (10ª) | andata (10ª) | Decima giornata      | ritorno (21ª) | ritorno (21ª) |
|              |              |                      |               |               |
| 14 gen.      | 3-0          | Lucchese-Padova      | 1-6           | 29 apr.       |
| 14 gen.      | 0-0          | Savona-Novese        | 2-1           | 29 apr.       |
| 14 gen.      | 1-0          | Andrea Doria-Livorno | 0-2           | 29 apr.       |
| 14 gen.      | 1-0          | Alessandria-Brescia  | 1-1           | 29 apr.       |
| 14 gen.      | 1-2          | Milanese-Novara      | 0-1           | 29 apr.       |
| 14 gen.      | 1-0          | Pastore-SPAL         | 0-4           | 29 apr.       |

| \| andata (11ª) \| andata (11ª) \| Undicesima giornata \| ritorno (22ª) \| ritorno (22ª) \| \| \| \| \| \| \| \| 21 gen. \| 4-1 \| Novese-Lucchese \| 1-1 \| 6 mag. \| \| 21 gen. \| 1-1 \| Savona-Milanese \| 1-2 \| 6 mag. \| \| 28 gen. \| 0-1 \| Alessandria-Padova \| 0-1 \| 6 mag. \| \| 28 gen. \| 1-0 \| SPAL-Novara \| 1-1 \| 6 mag. \| \| 21 gen. \| 4-1 \| Livorno-Brescia \| 1-2 \| 6 mag. \| \| 21 gen. \| 6-0 \| Andrea Doria-Pastore \| 0-2 \| 6 mag. \| |              |                      |               |               |
| andata (11ª) | andata (11ª) | Undicesima giornata  | ritorno (22ª) | ritorno (22ª) |
| |              |                      |               |               |
| 21 gen. | 4-1          | Novese-Lucchese      | 1-1           | 6 mag.        |
| 21 gen. | 1-1          | Savona-Milanese      | 1-2           | 6 mag.        |
| 28 gen. | 0-1          | Alessandria-Padova   | 0-1           | 6 mag.        |
| 28 gen. | 1-0          | SPAL-Novara          | 1-1           | 6 mag.        |
| 21 gen. | 4-1          | Livorno-Brescia      | 1-2           | 6 mag.        |
| 21 gen. | 6-0          | Andrea Doria-Pastore | 0-2           | 6 mag.        |

| andata (11ª) | andata (11ª) | Undicesima giornata  | ritorno (22ª) | ritorno (22ª) |
|              |              |                      |               |               |
| 21 gen.      | 4-1          | Novese-Lucchese      | 1-1           | 6 mag.        |
| 21 gen.      | 1-1          | Savona-Milanese      | 1-2           | 6 mag.        |
| 28 gen.      | 0-1          | Alessandria-Padova   | 0-1           | 6 mag.        |
| 28 gen.      | 1-0          | SPAL-Novara          | 1-1           | 6 mag.        |
| 21 gen.      | 4-1          | Livorno-Brescia      | 1-2           | 6 mag.        |
| 21 gen.      | 6-0          | Andrea Doria-Pastore | 0-2           | 6 mag.        |

#### Spareggi

##### Spareggio qualificazione
|             | Risultati |        | Luogo e data          |
| ----------- | --------- | ------ | --------------------- |
| Alessandria | 2-3       | Padova | Milano, 3 giugno 1923 |
|             |           |        |                       |

#### Statistiche

##### Squadre

###### Classifica in divenire
| [ 11 ]       | 1ª | 2ª | 3ª | 4ª | 5ª | 6ª | 7ª | 8ª | 9ª | 10ª | 11ª | 12ª | 13ª | 14ª | 15ª | 16ª | 17ª | 18ª | 19ª | 20ª | 21ª | 22ª | Rec. |
| [ 11 ]       |    |    |    |    |    |    |    |    |    |     |     |     |     |     |     |     |     |     |     |     |     |     |      |
| ------------ | -- | -- | -- | -- | -- | -- | -- | -- | -- | --- | --- | --- | --- | --- | --- | --- | --- | --- | --- | --- | --- | --- | ---- |
| Alessandria  | 2  | 3  | 5  | 7  | 9  | 9  | 11 | 12 | 14 | 16  | 16  | 18  | 20  | 22  | 24  | 26  | 28  | 28  | 28  | 29  | 30  | 30  | 32   |
| Andrea Doria | 0  | 2  | 2  | 4  | 5  | 7  | 7  | 8  | 8  | 9   | 11  | 13  | 14  | 15  | 15  | 17  | 17  | 17  | 21  | 22  | 22  | 22  | 24   |
| Brescia      | 0  | 0  | 2  | 4  | 5  | 6  | 6  | 6  | 8  | 2   | 2   | 4   | 5   | 5   | 5   | 7   | 7   | 9   | 11  | 11  | 12  | 14  | 20   |
| Livorno      | 1  | 3  | 4  | 6  | 8  | 10 | 10 | 12 | 14 | 15  | 17  | 19  | 20  | 22  | 22  | 22  | 24  | 26  | 26  | 28  | 30  | 30  | 30   |
| Lucchese     | 2  | 2  | 4  | 4  | 4  | 4  | 6  | 7  | 7  | 9   | 9   | 9   | 9   | 9   | 10  | 10  | 10  | 12  | 12  | 14  | 14  | 15  | 16   |
| Novara       | 2  | 4  | 4  | 4  | 6  | 6  | 8  | 8  | 10 | 12  | 12  | 13  | 15  | 15  | 17  | 19  | 21  | 21  | 23  | 23  | 23  | 26  | 26   |
| Novese       | 0  | 0  | 2  | 2  | 3  | 3  | 4  | 5  | 5  | 7   | 9   | 9   | 10  | 12  | 14  | 14  | 15  | 16  | 17  | 19  | 19  | 18  | 19   |
| Padova       | 1  | 3  | 5  | 5  | 6  | 8  | 8  | 10 | 12 | 14  | 14  | 16  | 18  | 19  | 23  | 23  | 24  | 26  | 26  | 28  | 30  | 30  | 32   |
| Pastore      | 2  | 2  | 2  | 3  | 3  | 3  | 3  | 4  | 4  | 6   | 6   | 6   | 6   | 6   | 7   | 7   | 9   | 9   | 9   | 9   | 9   | 11  | 11   |
| Savona       | 0  | 0  | 0  | 0  | 0  | 2  | 4  | 6  | 6  | 7   | 8   | 9   | 9   | 11  | 11  | 13  | 11  | 11  | 11  | 11  | 9   | 9   | 10   |
| SPAL         | 2  | 4  | 4  | 6  | 7  | 9  | 10 | 10 | 12 | 14  | 14  | 16  | 18  | 18  | 21  | 23  | 23  | 24  | 26  | 28  | 30  | 29  | 30   |
| USM          | 0  | 1  | 2  | 3  | 4  | 5  | 5  | 6  | 6  | 7   | 8   | 10  | 10  | 10  | 13  | 13  | 13  | 13  | 14  | 14  | 14  | 14  | 14   |

###### Primati stagionali
Squadre
- Maggior numero di vittorie: Alessandria e Padova (14)
- Minor numero di sconfitte: Alessandria Padova e SPAL (4)
- Miglior attacco: Padova (47)
- Miglior difesa: SPAL (15)
- Miglior differenza reti: Padova (26)
- Maggior numero di pareggi: Novese (9)
- Minor numero di pareggi: Novara (2)
- Minor numero di vittorie: Savona e US Milanese (3)
- Maggior numero di sconfitte: Pastore e Savona (15)
- Peggiore attacco: Savona (14)
- Peggior difesa: Lucchese (55)
- Peggior differenza reti: Pastore (-37)

Partite
- Più gol (12): Padova - Pastore 11-1
- Maggiore scarto di gol (10): Padova - Pastore 11-1

### Finali di Lega

#### Classifica finale
|  | Pos. | Squadra      | Pt | G | V | N | P | GF | GS | DR |
|  | ---- | ------------ | -- | - | - | - | - | -- | -- | -- |
|  | 1.   | Genoa        | 7  | 4 | 3 | 1 | 0 | 8  | 2  | +6 |
|  | 2.   | Pro Vercelli | 3  | 4 | 1 | 1 | 2 | 5  | 5  | 0  |
|  | 3.   | Padova       | 2  | 4 | 1 | 0 | 3 | 4  | 10 | -6 |

Legenda:
      Ammesso alla finalissima.
Regolamento:
Due punti a vittoria, uno a pareggio, zero a sconfitta.

#### Risultati

##### Calendario
Andata

| Vercelli 13 maggio 1923 | Pro Vercelli | 1 – 1 | Genoa |  |

| Genova 10 giugno 1923 | Genoa | 3 – 1 | Padova |  |

| Padova 17 giugno 1923 | Padova | 3 – 1 | Pro Vercelli |  |

 Ritorno

| Genova 24 giugno 1923 | Genoa | 1 – 0 | Pro Vercelli |  |

| Padova 1º luglio 1923 | Padova | 0 – 3 | Genoa |  |

| Vercelli 8 luglio 1923 | Pro Vercelli | 3 – 0 | Padova |  |

## Lega Sud

### Gironi regionali di qualificazione

#### Sezione campana

##### Squadre partecipanti
| Club        | Stagione | Città                        | Stadio                | Stagione precedente                            |
| ----------- | -------- | ---------------------------- | --------------------- | ---------------------------------------------- |
| Cavese      | dettagli | Cava de' Tirreni (SA)        |                       | Vince il girone campano della 2ª Divisione     |
| Internaples | dettagli | Napoli (NA)                  | Campo di Agnano       | 3º e 4º nel girone campano di 1ª Divisione CCI |
| Savoia      | dettagli | Torre Annunziata (NA)        | Campo Oncino          | 2º nel girone campano di 1ª Divisione CCI      |
| Stabia      | dettagli | Castellammare di Stabia (NA) | Campo di via Gragnano | 6º nel girone campano di 1ª Divisione CCI      |
| Bagnolese   | dettagli | Napoli-Bagnoli (NA)          | Campo dell'Ilva       | 5º nel girone campano di 1ª Divisione CCI      |

##### Classifica finale
|  | Pos. | Squadra     | Pt | G | V | N | P | GF | GS | DR  |
|  | ---- | ----------- | -- | - | - | - | - | -- | -- | --- |
|  | 1.   | Savoia      | 15 | 8 | 7 | 1 | 0 | 27 | 6  | +21 |
|  | 2.   | Internaples | 11 | 8 | 5 | 1 | 2 | 8  | 5  | +3  |
|  | 3.   | Stabia      | 8  | 8 | 4 | 0 | 4 | 12 | 11 | +1  |
|  | 4.   | Cavese      | 6  | 8 | 3 | 0 | 5 | 11 | 19 | -8  |
|  | 5.   | Bagnolese   | 0  | 8 | 0 | 0 | 8 | 1  | 18 | -17 |

Legenda:
      Ammesso alle semifinali interregionali.
Regolamento:
Due punti a vittoria, uno a pareggio, zero a sconfitta.
Il ritiro dei campioni regionali della Puteolana prima dell'inizio della stagione lasciò il torneo zoppo, soddisfacendo tuttavia il bisogno di individuare la squadra da retrocedere a fondo classifica.

##### Risultati

###### Calendario
La Puteolana si ritirò prima dell'inizio del campionato a calendario già compilato. ciò comportò l'inserimento di un turno di riposo nel calendario.
| andata (1ª) | andata (1ª)    | Prima giornata     | ritorno (6ª) | ritorno (6ª) |
|             |                |                    |              |              |
| 19 nov.     | 0-2            | Bagnolese-Savoia   | 1-6          | 14 gen.      |
| 19 nov.     | 0-2            | Stabia-Internaples | 0-1          | 14 gen.      |
| 19 nov.     | Riposa: Cavese |                    |              | 14 gen.      |

| andata (2ª) | andata (2ª)       | Seconda giornata   | ritorno (7ª) | ritorno (7ª) |
|             |                   |                    |              |              |
| 18 mar.     | 3-0               | Savoia-Internaples | 0-0          | 21 gen.      |
| 26 nov.     | 2-4               | Cavese-Stabia      | 1-2          | 21 gen.      |
| 26 nov.     | Riposa: Bagnolese |                    |              | 21 gen.      |

| andata (1ª) | andata (1ª)    | Prima giornata     | ritorno (6ª) | ritorno (6ª) |
|             |                |                    |              |              |
| 19 nov.     | 0-2            | Bagnolese-Savoia   | 1-6          | 14 gen.      |
| 19 nov.     | 0-2            | Stabia-Internaples | 0-1          | 14 gen.      |
| 19 nov.     | Riposa: Cavese |                    |              | 14 gen.      |

| andata (2ª) | andata (2ª)       | Seconda giornata   | ritorno (7ª) | ritorno (7ª) |
|             |                   |                    |              |              |
| 18 mar.     | 3-0               | Savoia-Internaples | 0-0          | 21 gen.      |
| 26 nov.     | 2-4               | Cavese-Stabia      | 1-2          | 21 gen.      |
| 26 nov.     | Riposa: Bagnolese |                    |              | 21 gen.      |

| andata (3ª) | andata (3ª)    | Terza giornata     | ritorno (8ª) | ritorno (8ª) |
|             |                |                    |              |              |
| 3 dic.      | 1-2            | Internaples-Cavese | 1-0          | 28 gen.      |
| 3 dic.      | 2-0            | Stabia-Bagnolese   | 2-0          | 28 gen.      |
| 3 dic.      | Riposa: Savoia |                    |              | 28 gen.      |

| andata (4ª) | andata (4ª) | Quarta giornata     | ritorno (9ª) | ritorno (9ª) |
|             |             |                     |              |              |
| 10 dic.     | 4-2         | Savoia-Stabia       | 1-0          | 18 feb.      |
| 10 dic.     | 0-1         | Bagnolese-Cavese    | 0-2          | 18 mar.      |
| 10 dic.     |             | Riposa: Internaples |              | 18 feb.      |

| andata (3ª) | andata (3ª)    | Terza giornata     | ritorno (8ª) | ritorno (8ª) |
|             |                |                    |              |              |
| 3 dic.      | 1-2            | Internaples-Cavese | 1-0          | 28 gen.      |
| 3 dic.      | 2-0            | Stabia-Bagnolese   | 2-0          | 28 gen.      |
| 3 dic.      | Riposa: Savoia |                    |              | 28 gen.      |

| andata (4ª) | andata (4ª) | Quarta giornata     | ritorno (9ª) | ritorno (9ª) |
|             |             |                     |              |              |
| 10 dic.     | 4-2         | Savoia-Stabia       | 1-0          | 18 feb.      |
| 10 dic.     | 0-1         | Bagnolese-Cavese    | 0-2          | 18 mar.      |
| 10 dic.     |             | Riposa: Internaples |              | 18 feb.      |

| \| andata (5ª) \| andata (5ª) \| Quinta giornata \| ritorno (10ª) \| ritorno (10ª) \| \| \| \| \| \| \| \| 17 dic. \| 1-4 \| Cavese-Savoia \| 2-7 \| 11 mar. \| \| 17 dic. \| 1-0 \| Internaples-Bagnolese[8] \| 2-0 \| 11 mar. \| \| 17 dic. \| Riposa: Stabia \| \| \| 11 mar. \| |                |                       |               |               |
| andata (5ª) | andata (5ª)    | Quinta giornata       | ritorno (10ª) | ritorno (10ª) |
| |                |                       |               |               |
| 17 dic. | 1-4            | Cavese-Savoia         | 2-7           | 11 mar.       |
| 17 dic. | 1-0            | Internaples-Bagnolese | 2-0           | 11 mar.       |
| 17 dic. | Riposa: Stabia |                       |               | 11 mar.       |

| andata (5ª) | andata (5ª)    | Quinta giornata       | ritorno (10ª) | ritorno (10ª) |
|             |                |                       |               |               |
| 17 dic.     | 1-4            | Cavese-Savoia         | 2-7           | 11 mar.       |
| 17 dic.     | 1-0            | Internaples-Bagnolese | 2-0           | 11 mar.       |
| 17 dic.     | Riposa: Stabia |                       |               | 11 mar.       |

###### Tabellone
|             | BAG  | CAV  | INT  | SAV  | STA  |
| ----------- | ---- | ---- | ---- | ---- | ---- |
| Bagnolese   | –––– | 0-1  | 0-2  | 0-2  | 0-2  |
| Cavese      | 2-0  | –––– | 0-1  | 1-4  | 2-4  |
| Internaples | 1-0  | 1-2  | –––– | 0-0  | 1-0  |
| Savoia      | 6-1  | 7-2  | 3-0  | –––– | 4-2  |
| Stabia      | 2-0  | 2-1  | 0-2  | 0-1  | –––– |

#### Sezione laziale

##### Squadre partecipanti
| Club           | Stagione | Città     | Stadio                               | Stagione precedente                       |
| -------------- | -------- | --------- | ------------------------------------ | ----------------------------------------- |
| Alba Roma      | dettagli | Roma (RM) |                                      | 2ª nel girone laziale di 1ª Divisione CCI |
| Fortitudo      | dettagli | Roma (RM) | Campo Madonna del Riposo             | Campione di Lega Sud, perde il titolo CCI |
| Juventus Audax | dettagli | Roma (RM) | Campo Viale Angelico 71              | 3ª nel girone laziale di 1ª Divisione CCI |
| Lazio          | dettagli | Roma (RM) | Stadio della Rondinella via Flaminia | 4ª nel girone laziale di 1ª Divisione CCI |
| Roman          | dettagli | Roma (RM) | Campo Due Pini via Flaminia          | 6º nel girone laziale di 1ª Divisione CCI |
| US Romana      | dettagli | Roma (RM) | Campo all'Olmo viale Angelico        | 5ª nel girone laziale di 1ª Divisione CCI |

##### Classifica finale
|  | Pos. | Squadra        | Pt | G  | V | N | P | GF | GS | DR  |
|  | ---- | -------------- | -- | -- | - | - | - | -- | -- | --- |
|  | 1.   | Lazio          | 17 | 10 | 8 | 1 | 1 | 30 | 14 | +16 |
|  | 2.   | Alba Roma      | 15 | 10 | 7 | 1 | 2 | 42 | 13 | +29 |
|  | 3.   | Fortitudo      | 11 | 10 | 5 | 1 | 4 | 20 | 18 | +2  |
|  | 4.   | US Romana      | 7  | 10 | 3 | 1 | 6 | 12 | 21 | -9  |
|  | 5.   | Juventus Audax | 6  | 10 | 3 | 0 | 7 | 14 | 31 | -17 |
|  | 6.   | Roman          | 4  | 10 | 2 | 0 | 8 | 7  | 28 | -21 |

Legenda:
      Ammesso alle semifinali interregionali.
      Retrocesso in Seconda Divisione 1923-1924.
Regolamento:
Due punti a vittoria, uno a pareggio, zero a sconfitta.

##### Risultati

###### Calendario
| andata (1ª) | andata (1ª) | Prima giornata       | ritorno (6ª) | ritorno (6ª) |
|             |             |                      |              |              |
| 19 nov.     | 2-2         | Fortitudo-US Romana  | 0-2          | 14 gen.      |
| 19 nov.     | 2-3         | Juventus Audax-Lazio | 2-3          | 14 gen.      |
| 19 nov.     | 1-10        | Roman-Alba Roma      | 1-4          | 14 gen.      |

| andata (2ª) | andata (2ª) | Seconda giornata         | ritorno (7ª) | ritorno (7ª) |
|             |             |                          |              |              |
| 26 nov.     | 2-7         | Alba Roma-Lazio          | 0-0          | 18 mar.      |
| 26 nov.     | 0-3         | Roman-Fortitudo          | 0-2          | 21 gen.      |
| 26 nov.     | 0-1         | US Romana-Juventus Audax | 2-3          | 18 mar.      |

| andata (1ª) | andata (1ª) | Prima giornata       | ritorno (6ª) | ritorno (6ª) |
|             |             |                      |              |              |
| 19 nov.     | 2-2         | Fortitudo-US Romana  | 0-2          | 14 gen.      |
| 19 nov.     | 2-3         | Juventus Audax-Lazio | 2-3          | 14 gen.      |
| 19 nov.     | 1-10        | Roman-Alba Roma      | 1-4          | 14 gen.      |

| andata (2ª) | andata (2ª) | Seconda giornata         | ritorno (7ª) | ritorno (7ª) |
|             |             |                          |              |              |
| 26 nov.     | 2-7         | Alba Roma-Lazio          | 0-0          | 18 mar.      |
| 26 nov.     | 0-3         | Roman-Fortitudo          | 0-2          | 21 gen.      |
| 26 nov.     | 0-1         | US Romana-Juventus Audax | 2-3          | 18 mar.      |

| andata (3ª) | andata (3ª) | Terza giornata           | ritorno (8ª) | ritorno (8ª) |
|             |             |                          |              |              |
| 3 dic.      | 11-0        | Alba Roma-Juventus Audax | 2-0          | 25 mar.      |
| 11 mar.     | 3-1         | Lazio-Fortitudo          | 3-0          | 28 gen.      |
| 11 mar.     | 0-1         | US Romana-Roman          | 1-0          | 25 mar.      |

| andata (4ª) | andata (4ª) | Quarta giornata          | ritorno (9ª) | ritorno (9ª) |
|             |             |                          |              |              |
| 10 dic.     | 3-1         | Fortitudo-Juventus Audax | 5-2          | 22 apr.      |
| 10 dic.     | 2-3         | Roman-Lazio              | 0-2          | 11 feb.      |
| 10 dic.     | 0-5         | US Romana-Alba Roma      | 0-3          | 22 apr.      |

| andata (3ª) | andata (3ª) | Terza giornata           | ritorno (8ª) | ritorno (8ª) |
|             |             |                          |              |              |
| 3 dic.      | 11-0        | Alba Roma-Juventus Audax | 2-0          | 25 mar.      |
| 11 mar.     | 3-1         | Lazio-Fortitudo          | 3-0          | 28 gen.      |
| 11 mar.     | 0-1         | US Romana-Roman          | 1-0          | 25 mar.      |

| andata (4ª) | andata (4ª) | Quarta giornata          | ritorno (9ª) | ritorno (9ª) |
|             |             |                          |              |              |
| 10 dic.     | 3-1         | Fortitudo-Juventus Audax | 5-2          | 22 apr.      |
| 10 dic.     | 2-3         | Roman-Lazio              | 0-2          | 11 feb.      |
| 10 dic.     | 0-5         | US Romana-Alba Roma      | 0-3          | 22 apr.      |

| \| andata (5ª) \| andata (5ª) \| Quinta giornata \| ritorno (10ª) \| ritorno (10ª) \| \| \| \| \| \| \| \| 17 dic. \| 3-1 \| Alba Roma-Fortitudo \| 2-3 \| 18 feb. \| \| 17 dic. \| 1-0 \| Roman-Juventus Audax \| 1-3 \| 18 feb. \| \| 17 dic. \| 4-2 \| US Romana-Lazio \| 1-4 \| 18 feb. \| |             |                      |               |               |
| andata (5ª) | andata (5ª) | Quinta giornata      | ritorno (10ª) | ritorno (10ª) |
| |             |                      |               |               |
| 17 dic. | 3-1         | Alba Roma-Fortitudo  | 2-3           | 18 feb.       |
| 17 dic. | 1-0         | Roman-Juventus Audax | 1-3           | 18 feb.       |
| 17 dic. | 4-2         | US Romana-Lazio      | 1-4           | 18 feb.       |

| andata (5ª) | andata (5ª) | Quinta giornata      | ritorno (10ª) | ritorno (10ª) |
|             |             |                      |               |               |
| 17 dic.     | 3-1         | Alba Roma-Fortitudo  | 2-3           | 18 feb.       |
| 17 dic.     | 1-0         | Roman-Juventus Audax | 1-3           | 18 feb.       |
| 17 dic.     | 4-2         | US Romana-Lazio      | 1-4           | 18 feb.       |

#### Sezione marchigiana

##### Squadre partecipanti
| Club       | Stagione | Città       | Stadio | Stagione precedente |
| ---------- | -------- | ----------- | ------ | ------------------- |
| Anconitana | dettagli | Ancona (AN) |        |                     |

Essendo l'unica squadra rappresentativa delle Marche, l'Anconitana fu qualificata d'ufficio alla fase finale della Lega Sud.

#### Sezione pugliese

##### Squadre partecipanti
| Club           | Stagione | Città        | Stadio                   | Stagione precedente                         |
| -------------- | -------- | ------------ | ------------------------ | ------------------------------------------- |
| Audace Taranto | dettagli | Taranto (TA) | Campo del Regio Arsenale |                                             |
| Ideale         | dettagli | Bari (BA)    | Campo San Lorenzo        | Società di nuova affiliazione               |
| Liberty        | dettagli | Bari (BA)    | Campo San Lorenzo        |                                             |
| Pro Italia     | dettagli | Taranto (TA) | Campo del Regio Arsenale |                                             |
| SC Lecce       | dettagli | Lecce (LE)   | Pista Comunale           | Vince il girone pugliese della 2ª Divisione |

##### Classifica finale
|  | Pos. | Squadra        | Pt | G | V | N | P | GF | GS | DR  |
|  | ---- | -------------- | -- | - | - | - | - | -- | -- | --- |
|  | 1.   | Pro Italia     | 13 | 8 | 6 | 1 | 1 | 25 | 7  | +18 |
|  | 2.   | Ideale         | 12 | 8 | 6 | 0 | 2 | 19 | 8  | +11 |
|  | 3.   | Audace Taranto | 9  | 8 | 3 | 3 | 2 | 15 | 11 | +4  |
|  | 4.   | Liberty        | 5  | 8 | 2 | 1 | 5 | 10 | 18 | -8  |
|  | 5.   | SC Lecce       | 1  | 8 | 0 | 1 | 7 | 7  | 32 | -25 |

Legenda:
      Ammesso alle semifinali interregionali.
      Retrocesso e cessato.
Regolamento:
Due punti a vittoria, uno a pareggio, zero a sconfitta.

##### Risultati

###### Calendario
| andata (1ª) | andata (1ª)            | Prima giornata      | ritorno (6ª) | ritorno (6ª) |
|             |                        |                     |              |              |
| 19 nov.     | 1-0                    | Ideale-Liberty      | 3-1          | 14 gen.      |
| 19 nov.     | 5-1                    | Pro Italia-SC Lecce | 4-1          | 14 gen.      |
| 19 nov.     | Riposa: Audace Taranto |                     |              | 14 gen.      |

| andata (2ª) | andata (2ª)        | Seconda giornata       | ritorno (7ª) | ritorno (7ª) |
|             |                    |                        |              |              |
| 26 nov.     | 1-1                | Audace Taranto-Liberty | 4-1          | 25 feb.      |
| 26 nov.     | 2-4                | SC Lecce-Ideale        | 0-7          | 11 mar.      |
| 26 nov.     | Riposa: Pro Italia |                        |              |              |

| andata (1ª) | andata (1ª)            | Prima giornata      | ritorno (6ª) | ritorno (6ª) |
|             |                        |                     |              |              |
| 19 nov.     | 1-0                    | Ideale-Liberty      | 3-1          | 14 gen.      |
| 19 nov.     | 5-1                    | Pro Italia-SC Lecce | 4-1          | 14 gen.      |
| 19 nov.     | Riposa: Audace Taranto |                     |              | 14 gen.      |

| andata (2ª) | andata (2ª)        | Seconda giornata       | ritorno (7ª) | ritorno (7ª) |
|             |                    |                        |              |              |
| 26 nov.     | 1-1                | Audace Taranto-Liberty | 4-1          | 25 feb.      |
| 26 nov.     | 2-4                | SC Lecce-Ideale        | 0-7          | 11 mar.      |
| 26 nov.     | Riposa: Pro Italia |                        |              |              |

| andata (3ª) | andata (3ª)    | Terza giornata            | ritorno (8ª) | ritorno (8ª) |
|             |                |                           |              |              |
| 3 dic.      | 2-0            | Liberty-SC Lecce          | 4-1          | 28 gen.      |
| 3 dic.      | 2-1            | Pro Italia-Audace Taranto | 2-2          | 28 gen.      |
| 3 dic.      | Riposa: Ideale |                           |              | 28 gen.      |

| andata (4ª) | andata (4ª)     | Quarta giornata         | ritorno (9ª) | ritorno (9ª) |
|             |                 |                         |              |              |
| 18 mar.     | 1-0             | Ideale-Pro Italia       | 0-4          | 21 gen.      |
| 10 dic.     | 2-2             | SC Lecce-Audace Taranto | 0-4          | 11 feb.      |
| 10 dic.     | Riposa: Liberty |                         |              | 11 feb.      |

| andata (3ª) | andata (3ª)    | Terza giornata            | ritorno (8ª) | ritorno (8ª) |
|             |                |                           |              |              |
| 3 dic.      | 2-0            | Liberty-SC Lecce          | 4-1          | 28 gen.      |
| 3 dic.      | 2-1            | Pro Italia-Audace Taranto | 2-2          | 28 gen.      |
| 3 dic.      | Riposa: Ideale |                           |              | 28 gen.      |

| andata (4ª) | andata (4ª)     | Quarta giornata         | ritorno (9ª) | ritorno (9ª) |
|             |                 |                         |              |              |
| 18 mar.     | 1-0             | Ideale-Pro Italia       | 0-4          | 21 gen.      |
| 10 dic.     | 2-2             | SC Lecce-Audace Taranto | 0-4          | 11 feb.      |
| 10 dic.     | Riposa: Liberty |                         |              | 11 feb.      |

| \| andata (5ª) \| andata (5ª) \| Quinta giornata \| ritorno (10ª) \| ritorno (10ª) \| \| \| \| \| \| \| \| 17 dic. \| 1-0 \| Audace Taranto-Ideale \| 0-3 \| 18 feb. \| \| 17 dic. \| 1-4 \| Liberty-Pro Italia \| 0-4 \| 18 feb. \| \| 17 dic. \| Riposa: SC Lecce \| \| \| 18 feb. \| |                  |                       |               |               |
| andata (5ª) | andata (5ª)      | Quinta giornata       | ritorno (10ª) | ritorno (10ª) |
| |                  |                       |               |               |
| 17 dic. | 1-0              | Audace Taranto-Ideale | 0-3           | 18 feb.       |
| 17 dic. | 1-4              | Liberty-Pro Italia    | 0-4           | 18 feb.       |
| 17 dic. | Riposa: SC Lecce |                       |               | 18 feb.       |

| andata (5ª) | andata (5ª)      | Quinta giornata       | ritorno (10ª) | ritorno (10ª) |
|             |                  |                       |               |               |
| 17 dic.     | 1-0              | Audace Taranto-Ideale | 0-3           | 18 feb.       |
| 17 dic.     | 1-4              | Liberty-Pro Italia    | 0-4           | 18 feb.       |
| 17 dic.     | Riposa: SC Lecce |                       |               | 18 feb.       |

###### Tabellone
|                | AUD  | IDE  | SPO  | LIB  | PRO  |
| -------------- | ---- | ---- | ---- | ---- | ---- |
| Audace Taranto | –––– | 1-0  | 4-0  | 1-1  | 2-2  |
| Ideale         | 3-0  | –––– | 7-0  | 1-0  | 1-0  |
| SC Lecce       | 2-2  | 2-4  | –––– | 1-4  | 1-4  |
| Liberty        | 1-4  | 1-3  | 2-0  | –––– | 1-4  |
| Pro Italia     | 2-1  | 4-0  | 5-1  | 4-0  | –––– |

#### Sezione siciliana

##### Squadre partecipanti
| Club             | Stagione | Città        | Stadio                                | Stagione precedente               |
| ---------------- | -------- | ------------ | ------------------------------------- | --------------------------------- |
| Libertas Palermo | dettagli | Palermo (PA) | Campo Ranzano                         | Ritirata per protesta             |
| Messina          | dettagli | Messina (ME) | Campo “Enzo Geraci” alla Cittadella   | Nato dalla fusione di tre squadre |
| Palermo          | dettagli | Palermo (PA) | Campo di via Francesco Paolo Di Blasi | 1º turno finali di Lega Sud       |

##### Classifica finale
|  | Pos. | Squadra          | Pt | G | V | N | P | GF | GS | DR |
|  | ---- | ---------------- | -- | - | - | - | - | -- | -- | -- |
|  | 1.   | Messina          | 4  | 4 | 1 | 2 | 1 | 4  | 3  | +1 |
|  | 1.   | Palermo          | 4  | 4 | 1 | 2 | 1 | 5  | 5  | 0  |
|  | 1.   | Libertas Palermo | 4  | 4 | 1 | 2 | 1 | 5  | 6  | -1 |

Note:
Il campionato fu annullato per irregolarità negli accordi fra le società nella definizione del calendario ufficiale. La Lega Sud ne dispose la ripetizione obbligando le squadre a giocare un girone di sola andata e partite in campo neutro.

##### Risultati

###### Calendario
| Incontro                 | Andata | Ritorno |
| Messina-Palermo          | 0-0    | 1-2     |
| Palermo-Libertas Palermo | 1-1    | 2-3     |
| Libertas Palermo-Messina | 1-1    | 0-2     |
|                          |        |         |

##### Ripetizione

###### Classifica finale
|  | Pos. | Squadra          | Pt | G | V | N | P | GF | GS | DR |
|  | ---- | ---------------- | -- | - | - | - | - | -- | -- | -- |
|  | 1.   | Libertas Palermo | 4  | 2 | 2 | 0 | 0 | 3  | 0  | +3 |
|  | 2.   | Messina          | 2  | 2 | 1 | 0 | 1 | 2  | 1  | +1 |
|  | 3.   | Palermo          | 0  | 2 | 0 | 0 | 2 | 0  | 4  | -4 |

Legenda:
      Ammesso alle semifinali interregionali.
Regolamento:
Due punti a vittoria, uno a pareggio, zero a sconfitta.

##### Risultati

###### Calendario
|                  | Risultati |         | Luogo e data            |  |
| ---------------- | --------- | ------- | ----------------------- |  |
| Libertas Palermo | 2-0       | Palermo | Trapani, 22 aprile 1923 |  |
| Messina          | 2-0       | Palermo | Messina, 29 aprile 1923 |  |
| Libertas Palermo | 1-0       | Messina | Napoli, 6 maggio 1923   |  |
|                  |           |         |                         |  |

### Semifinali interregionali

#### Girone A
La Pro Italia fu costretta a ritirarsi dal campionato per mancanza di giocatori, visto che 5 erano militari. Il Comando Marina di Taranto impedì ai marinai di poter giocare le partite contro le squadre composte solo da giocatori civili essendo il campo di proprietà del Comando.

##### Classifica finale
|  | Pos. | Squadra    | Pt | G | V | N | P | GF | GS | DR  |
|  | ---- | ---------- | -- | - | - | - | - | -- | -- | --- |
|  | 1.   | Savoia     | 10 | 6 | 4 | 2 | 0 | 11 | 3  | +8  |
|  | 2.   | Anconitana | 7  | 6 | 3 | 1 | 2 | 8  | 5  | +3  |
|  | 2.   | Alba Roma  | 7  | 6 | 3 | 1 | 2 | 10 | 9  | +1  |
|  | 4.   | Pro Italia | 0  | 6 | 0 | 0 | 6 | 0  | 12 | -12 |

Legenda:
      Ammesso alle finali di Lega Sud.
Regolamento:
Due punti a vittoria, uno a pareggio, zero a sconfitta.

##### Risultati

###### Calendario
| andata (1ª) | andata (1ª) | Prima giornata    | ritorno (4ª) | ritorno (4ª) |
|             |             |                   |              |              |
| 6 mag.      | 3-3         | Savoia-Anconitana | 2-0          | 28 mag.      |
| 6 mag.      | 0-2         | Pro Italia-Alba   | 0-2          | 28 mag.      |

| andata (2ª) | andata (2ª) | Seconda giornata  | ritorno (5ª) | ritorno (5ª) |
|             |             |                   |              |              |
| 13 mag.     | 4-1         | Alba-Anconitana   | 0-2          | 3 giu.       |
| 13 mag.     | 2-0         | Savoia-Pro Italia | 2-0          | 3 giu.       |

| andata (1ª) | andata (1ª) | Prima giornata    | ritorno (4ª) | ritorno (4ª) |
|             |             |                   |              |              |
| 6 mag.      | 3-3         | Savoia-Anconitana | 2-0          | 28 mag.      |
| 6 mag.      | 0-2         | Pro Italia-Alba   | 0-2          | 28 mag.      |

| andata (2ª) | andata (2ª) | Seconda giornata  | ritorno (5ª) | ritorno (5ª) |
|             |             |                   |              |              |
| 13 mag.     | 4-1         | Alba-Anconitana   | 0-2          | 3 giu.       |
| 13 mag.     | 2-0         | Savoia-Pro Italia | 2-0          | 3 giu.       |

| \| andata (3ª) \| andata (3ª) \| Terza giornata \| ritorno (6ª) \| ritorno (6ª) \| \| \| \| \| \| \| \| 21 mag. \| 0-0 \| Alba-Savoia \| 0-2 \| 10 giu. \| \| 21 mag. \| 0-2 \| [8] Pro Italia-Anconitana[8] \| 0-2 \| 10 giu. \| |             |                       |              |              |
| andata (3ª) | andata (3ª) | Terza giornata        | ritorno (6ª) | ritorno (6ª) |
| |             |                       |              |              |
| 21 mag. | 0-0         | Alba-Savoia           | 0-2          | 10 giu.      |
| 21 mag. | 0-2         | Pro Italia-Anconitana | 0-2          | 10 giu.      |

| andata (3ª) | andata (3ª) | Terza giornata        | ritorno (6ª) | ritorno (6ª) |
|             |             |                       |              |              |
| 21 mag.     | 0-0         | Alba-Savoia           | 0-2          | 10 giu.      |
| 21 mag.     | 0-2         | Pro Italia-Anconitana | 0-2          | 10 giu.      |

#### Girone B

##### Classifica finale
|  | Pos. | Squadra               | Pt | G | V | N | P | GF | GS | DR  |
|  | ---- | --------------------- | -- | - | - | - | - | -- | -- | --- |
|  | 1.   | Lazio                 | 12 | 6 | 6 | 0 | 0 | 29 | 4  | +25 |
|  | 2.   | Ideale                | 8  | 6 | 4 | 0 | 2 | 8  | 11 | -3  |
|  | 3.   | Libertas Palermo (-1) | 3  | 6 | 2 | 0 | 4 | 10 | 20 | -10 |
|  | 4.   | Internaples (-1)      | 0  | 6 | 0 | 0 | 6 | 2  | 14 | -12 |

Legenda:
      Ammesso alle finali di Lega Sud.
Regolamento:
Due punti a vittoria, uno a pareggio, zero a sconfitta.
Note:
Il Libertas Palermo e l'Internaples hanno scontato 1 punto di penalizzazione.

##### Risultati

###### Calendario
| andata (1ª) | andata (1ª) | Prima giornata          | ritorno (4ª) | ritorno (4ª) |
|             |             |                         |              |              |
| 6 mag.      | 4-0         | Lazio-Internaples       | 3-0          | 28 mag.      |
| a tav.      | 0-2         | Libertas Palermo-Ideale | 2-3          | 28 mag.      |

| andata (2ª) | andata (2ª) | Seconda giornata       | ritorno (5ª) | ritorno (5ª) |
|             |             |                        |              |              |
| 13 mag.     | 2-3         | Libertas Palermo-Lazio | 2-10         | 3 giu.       |
| 13 mag.     | 1-0         | Ideale-Internaples     | 2-0          | a tav.       |

| andata (1ª) | andata (1ª) | Prima giornata          | ritorno (4ª) | ritorno (4ª) |
|             |             |                         |              |              |
| 6 mag.      | 4-0         | Lazio-Internaples       | 3-0          | 28 mag.      |
| a tav.      | 0-2         | Libertas Palermo-Ideale | 2-3          | 28 mag.      |

| andata (2ª) | andata (2ª) | Seconda giornata       | ritorno (5ª) | ritorno (5ª) |
|             |             |                        |              |              |
| 13 mag.     | 2-3         | Libertas Palermo-Lazio | 2-10         | 3 giu.       |
| 13 mag.     | 1-0         | Ideale-Internaples     | 2-0          | a tav.       |

| \| andata (3ª) \| andata (3ª) \| Terza giornata \| ritorno (6ª) \| ritorno (6ª) \| \| \| \| \| \| \| \| 21 mag. \| 0-3 \| Ideale-Lazio \| 0-6 \| 10 giu. \| \| 21 mag. \| 1-2 \| Internaples-Libertas Palermo \| 1-2 \| 10 giu. \| |             |                              |              |              |
| andata (3ª) | andata (3ª) | Terza giornata               | ritorno (6ª) | ritorno (6ª) |
| |             |                              |              |              |
| 21 mag. | 0-3         | Ideale-Lazio                 | 0-6          | 10 giu.      |
| 21 mag. | 1-2         | Internaples-Libertas Palermo | 1-2          | 10 giu.      |

| andata (3ª) | andata (3ª) | Terza giornata               | ritorno (6ª) | ritorno (6ª) |
|             |             |                              |              |              |
| 21 mag.     | 0-3         | Ideale-Lazio                 | 0-6          | 10 giu.      |
| 21 mag.     | 1-2         | Internaples-Libertas Palermo | 1-2          | 10 giu.      |

### Finale Lega Sud
| Arbitro: | Bistoletti (Milano) |

|                               |           |                                                      |
| Ghisi 5’ Capra 23’ Bobbio 85’ | Marcatori | 10’ (aut.) Lobianco 19’ (aut.) Nebbia 69’ Bernardini |

| Arbitro: | Mauro (Milano) |

|                                     |           |            |
| Bernardini 40’ 73’ 88’ Maneschi 55’ | Marcatori | 85’ Parodi |

## Finalissima
| Arbitro: | A. Gama (Milano) |

|                                                                 |           |             |
| Catto 15’ Mariani 38’ Barbieri 41’ (Rig.) Santamaria 47’ (Rig.) | Marcatori | 87’ Filippi |

| Arbitro: | Venegoni (Legnano) |

|  |           |                          |
|  | Marcatori | 21’ Santamaria 42’ Catto |

### Verdetto
| Genoa campione d'Italia 1922-1923 |

### Squadra campione
- Giovanni De Prà
- Delfo Bellini
- Renzo De Vecchi
- Ottavio Barbieri
- Luigi Burlando
- Ettore Leale
- Ettore Neri
- Daniele Moruzzi
- Edoardo Catto
- Aristodemo Santamaria
- Augusto Bergamino
- Allenatore: William Garbutt